# 岩手県北自動車
岩手県北自動車株式会社（いわてけんぽくじどうしゃ、英語: Northern Iwate Transportation Inc.）は、岩手県盛岡市・宮古市を主な営業エリアとするバス事業者。戦時統合により1943年10月13日に設立された。岩手県交通とともに岩手県を代表するバス事業者である。1978年より運行開始した106急行バス以降、高速バスを積極的に展開する。
2010年にみちのりホールディングス（みちのりHD）傘下入りし、2017年に南部バスの事業を継承したことで青森県八戸市を中心とした南部地方へも営業エリアを拡大した。IGRいわて銀河鉄道への出資企業の1社でもある。岩手県バス協会、青森県バス協会、宮城県バス協会会員。

## 沿革

### 創業期から戦時統合まで
岩手県に初めてバスが走ったのは、1912年に盛岡と宮古を結んだ盛宮自動車で、その前身は1906年からこの区間に乗合馬車を運行していた盛宮馬車である。徒歩で約3日かかっていたものが馬車で12時間に、さらにバスとなったことで8時間に短縮された。バス輸送の黎明期において100 kmに及ぶ長距離運転を行っていたことが特筆される。イタリア製の20人乗りの大型自動車を4台導入していたが、当時の宮古街道はかなりの悪路でとても大型自動車の運行ができるような道路ではなく、1916年には新渡戸稲造を乗せたバスが転覆するという事故も発生している。これらのことから、盛宮自動車では車両を小型化の上、山田線開通まで運行を続けていた。
その後、岩泉・宮古・軽米地区にバス事業者が設立され運行を開始するが、第二次世界大戦に入るとガソリン規制が行なわれたため、これらの中小事業者の経営を圧迫した。さらに1942年には陸上交通統制の通牒が出されることになり、岩手県は大きく4ブロックに分けられ、太平洋沿岸の岩手県北部は岩手県北自動車（県北バス）に統合されることとなった。こうして、1943年10月13日に岩手県北自動車が設立された。この時の本社所在地は岩泉だった。
統合間もない1944年、沼宮内と平館を結ぶ路線は戦時統制強化要請勧告に基づき、省営自動車（省営バス）に譲渡されることとなった。その他の路線も大部分を省営自動車に移管するように求められていたが、戦時中の移管は一部にとどまっている。
しかし、第二次世界大戦が終結した後の1946年に、省営バスは県北バスに対し戦時中の約束に従って路線の譲渡を要求した。県北バスではやむなく廃止補償金と引き換えにこれを受け入れ、1947年4月に久慈近辺の7路線を、同年12月には岩泉近辺の各路線を省営バスに移管した。このため、県北バスの路線網は本社所在地の岩泉には走らず、伊保内・沼宮内・宮古の各地区に分断されることになった。しかし1948年からは新たな地区へ路線網を広げ、1955年までには野田、小本、重茂、平館、盛岡、一戸、山田の各地に拠点を設置することとなった。県北バスの営業エリアは当時から過疎地と呼ばれる地区が多く、新規路線の一部はスクールバスと兼用したものが目立った。

### 戦後の観光輸送への展開
1948年のアイオン台風によって山田線が長期にわたって不通になった際には、県北バスも代行バス輸送を担当することになり、茂市に営業所を設置して代行輸送にあたった。1951年には代行輸送は終了するが、これによって県北バスは苦しい経営状態から脱することができた。この代行輸送の実績から、沿線市町村より「宮古と盛岡の間に急行バスを」という要望が強まり、折しも1954年に区界峠の悪路が改修されたことから、県北バスでは1955年6月から宮古 - 盛岡間の急行バスの運行を開始した。所要時間は5時間程度で、盛岡駅を9時に発車する東北本線の列車に間に合わせるため、宮古を午前4時に発車する便も設定されていた。
1966年には道路改良により盛岡から早坂高原を経由して岩泉に向かうルートに大型バスの運行が可能となり、岩泉に本社を置いていた県北バスも乗り入れを希望したが、国鉄バス・岩手中央バスとの折り合いがつかず、最終的には参入を断念した。ただし龍泉洞への乗り入れは免許を取得できたため、宮古から龍泉洞への路線を1969年に運行開始した。1967年には八幡平観光道路が開通し、県北バスは盛岡と八幡平山頂を直通するバスを運行した。この際に乗客を待たせず立たせず増発を出す体制を作った が、この続行便のノウハウが後年役立つことになる。1974年には松尾鉱山の閉山によって松尾村が観光立村を志したことから、これに応える形で温泉郷へのバス乗り入れを開始した。この年から一部路線でのワンマン運行を開始し、1976年には8割程度がワンマン化されることになった。
この時期、県北バスの労使関係は、経営状態が観光客の増加に伴い順調だったこともあっておおむね良好であった。1974年に岩手県内バス事業者の公的一元化案が出た際には、県北バスは協議会への参加を拒否している。

### 106急行の成功、優良バス事業者へ
1978年11月1日、国道106号の全面改修が完成したのを契機として、宮古 - 盛岡間を2時間程度で結ぶ急行バス「106急行バス」の運行を開始した。「鉄道より早くマイカーより快適」というコンセプトで、乗客が多い場合は無線で直ちに続行便を設定して着席を保証するという対応で、当初6往復で運行開始したものが、1982年には14往復にまで増便されることになった。106急行の成功によって県北バスの経営状況はさらに好調となり、106急行の利益を過疎路線の維持に充てるという内部補填が可能になったことから、1979年には国庫からの過疎路線維持の補助金を返上する など、当時としては東北地方トップクラスの優良バス事業者となった。1985年には岩手県交通が運賃の値上げを申請したのに対して、県北バスは値上げを見送っている。この時点での基準賃率は日本のバス事業全体でも低い部類に入る28円40銭となっており、その後少なくとも1993年までは運賃改定を行なっていない。
1979年には、本社を岩泉町から盛岡市に移転した。
東北新幹線開業の1982年には、新幹線のフィーダー輸送を目的とする特急バスの運行がいくつか計画され、すでに106急行で都市間輸送に自信をつけた県北バスも積極的に計画に参画した。1982年の東北新幹線開業と同時に「とわだこ号」「みちのく号」の運行を、1985年からは「ヨーデル号」の運行も開始した。
一方で観光輸送についても、1981年に営業エリア内に安比高原スキー場が営業を開始するなど、新たな動きが目立った。1987年には西根営業所内に温泉が湧いたのを利用して「ゲンデルランド」を設立するなど、成長を続けた。
1999年に盛岡市がオムニバスタウンに指定されたのを受け、県バス協会ではゾーンバス方式の導入を決定した。2000年に松園地区の岩手県交通の路線でゾーンバスシステムの導入が開始され、年間利用者数が増加したことから、その後は他の地区への展開も行われ、2003年にゾーンバスシステムが導入された厨川地区では県北バスが担当することになった。

### 民事再生法を申請、みちのりHD傘下に
事業地域の過疎化の進行や岩手・宮城内陸地震、さらに燃料費の高騰などもあり、2009年5月14日に民事再生手続きを申請し倒産した。ハンズオン型コンサルティング会社の経営共創基盤が支援を行うことを発表した。当時の再建計画では、一般路線バスは運行を継続するものの、高速バスは不採算の路線で減便する可能性もあると示唆していた。
2010年3月1日に会社分割を実施。旧・岩手県北自動車（現・県北管理）のバス事業、旅客船事業、旅行事業、サービスエリア事業と、全従業員を新会社に承継。旧会社がみちのりHDに全株式を譲渡の上、さらに新株式を発行し、みちのりHDの100%出資を受けた新会社が発足。同年4月1日にはみちのりHD社長の松本順が社長に就任、新経営体制での再建を目指すこととなった。
2018年4月24日、みちのりHDは同じ岩手県に本社を置く東日本交通を傘下にし、岩手県北バスと東日本交通との連携も図った。

### 南部バスの事業譲受

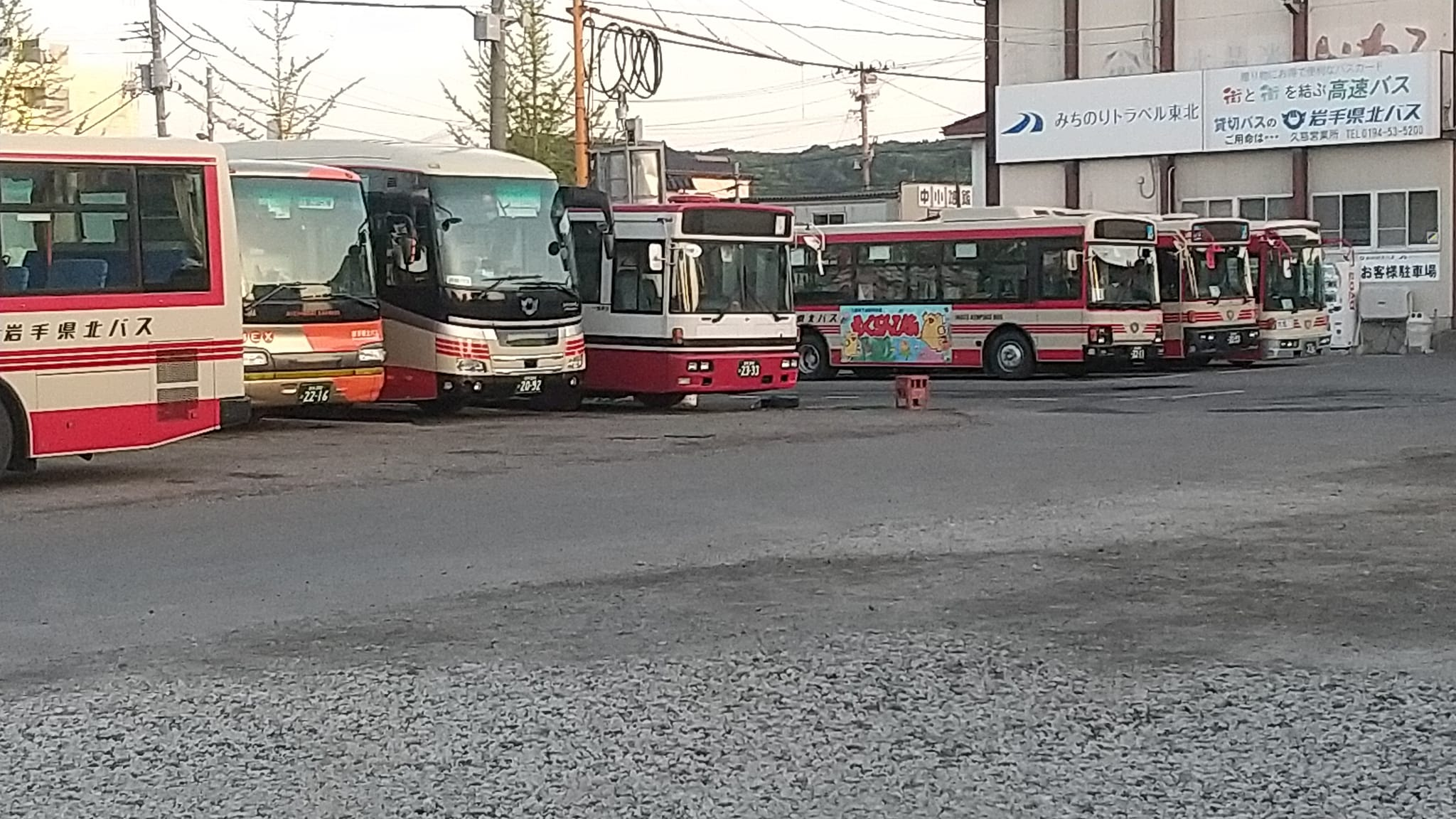
久慈営業所に滞泊する南部バス車両

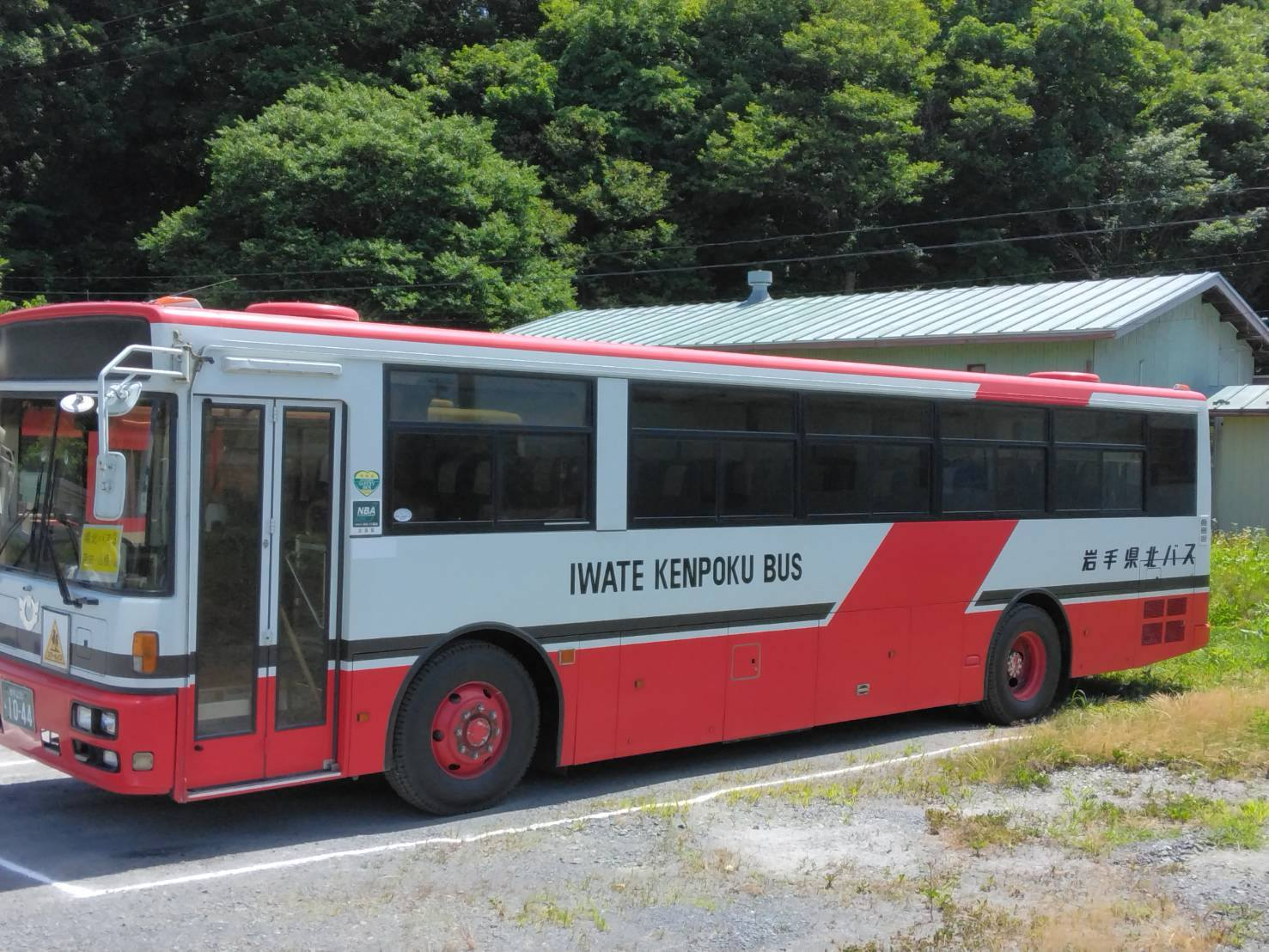
伊保内支所に停車する旧・南部バスカラーの車両

2016年11月28日に民事再生法の適用を申請した南部バス（青森県八戸市）との間で、南部バスのバス事業および同社の子会社である南部バス観光について、翌2017年2月 - 3月を目途に譲受する方向で協議が行われ、同年12月28日に南部バスとの間で、同社からバス事業などの全事業を譲受する契約を締結した。当初は2017年2月15日付での事業譲受を予定していたが、同年3月1日に延期された。
南部バスが行ってきた事業は、同年3月1日付で受け皿となる岩手県北自動車南部支社を開設して継承した。これにより、南部バスの八戸営業所・三戸営業所・五戸営業所の3営業所は県北バスの営業所となり、南部バスの従業員は県北バスに再雇用された。また南部バス観光も県北バスの子会社となった。
県北バスグループの路線バスの営業エリアは従来の岩手県北部の他に、青森県南部地方にも拡大することになったが、青森県三八地方を営業エリアとする南部バスのブランドは維持されることとなった。なお、岩手県内で発行された乗車券・定期券・バスカードは南部支社管内の路線では使用できず、また、青森県内で発行された南部バスの回数券など（八戸市営バス・十和田観光電鉄発行の回数券を含む）は岩手県エリアの路線では使用できない。

## 年表
- 1943年（昭和18年）：岩泉自動車運輸、三社自動車（宮古）、他6社の乗合バス部門を統合して設立。
- 1944年（昭和19年）：沼宮内 - 一方井 - 平舘線を省営バスに譲渡。
- 1947年（昭和22年）
  - 4月15日：金田一 - 軽米 - 久慈間、久慈 - 普代間など7路線を省営バスに譲渡。
  - 12月25日：岩泉 - 葛巻間、岩泉 - 和井内、岩泉 - 小本間を省営バスに譲渡。
- 1948年（昭和23年）：宮古 - 小本線の運行開始。
- 1949年（昭和24年）：宮古 - 茂市 - 平津戸線運行開始。
- 1955年（昭和30年）6月21日：盛岡 - 宮古線の運行開始。
- 1962年（昭和37年）：浄土ヶ浜で遊覧船の事業を開始[30]。
- 1966年（昭和41年）11月1日：国鉄バス廃止代替路線として、和井内線（茂市 - 岩手清水）の運行開始。
- 1967年（昭和42年）7月：八幡平観光との相互乗り入れで盛岡 - 八幡平山頂間の運行開始。
- 1969年（昭和44年）11月20日：小本 - 岩泉線の運行開始。
- 1970年（昭和45年）
  - 花巻バス・花巻観光バスの経営支援に乗り出す。
  - 2月5日：「八幡平観光」から盛岡 - 八幡平山頂間などの路線を讓受。
- 1974年（昭和49年）：ワンマンバス運行開始[31]。
- 1976年（昭和51年）10月：貸切事業区域を全県に拡大。
- 1978年（昭和53年）11月1日：「106急行」盛岡 - 宮古線の運行開始。
- 1979年（昭和54年）2月2日：本社を岩泉町から盛岡市に移転。
- 1982年（昭和57年）6月23日：高速バス「みちのく号」「とわだこ号」の運行開始。
- 1984年（昭和59年）6月18日：盛岡市内線（運動公園線・滝沢川目線）の運行開始。
- 1985年（昭和60年）3月14日：高速バス「ヨーデル号」の運行開始。
- 1986年（昭和61年）4月3日：盛岡総合案内所の開設。
- 1987年（昭和62年）8月1日：高速バス「あすなろ号」の運行開始。
- 1989年（平成元年）7月8日：高速バス「ビーム・1」の運行開始。
- 1993年（平成5年）12月18日：盛岡営業所を上堂から厨川駅前へ移転[32]。
- 1994年（平成6年）4月1日：旅行業事業を「岩手県北観光」（現：みちのりトラベル東北）として分社化。
- 1996年（平成8年）10月1日：岩手県交通と共同で共通バスカードを盛岡地区にて導入。当時、盛岡地区でも106急行はバスカードが使用できなかったが、後に利用可能地域を拡大。
- 1999年（平成11年）12月1日：東八幡平営業所を西根営業所（現：八幡平営業所）へ統合。東八幡平営業所は車庫へ格下げ[33]。
- 2003年（平成15年）
  - 4月1日：軽米町内の路線廃止（一部路線は存続）により、軽米営業所廃止。
  - 4月16日：久慈営業所の移転、特急盛岡 - 久慈線の運行開始。
- 2004年（平成16年）4月1日：岩手町内のJRバス廃止に伴い代替運行開始。
- 2005年（平成17年）
  - 4月1日： JRバス軽米線軽米病院前 - 陸中大野駅間廃止に伴い代替運行開始。同時に「ウィンディ」1往復を、おおのキャンパス発着に延長。
  - 6月30日：観音林線（伊保内営業所 - 観音林）の全区間廃止。
  - 7月1日：九戸村内循環バス運行開始。土日祝は運休。
- 2006年（平成18年）
  - 3月18日：青山駅開業に伴い、運動公園線の朝の盛岡バスセンター行2本を除き、青山駅経由に変更。朝2便は、これまで通り交通公園経由。
  - 4月22日：アイーナと厨川駅を中央病院経由で結ぶ路線を新設。市内線の一部路線をアイーナ、青山駅経由に変更。
  - 7月7日：滝沢村から「巣子地域循環バス」の運行を受託し、岩手県交通と共同で運行開始。実証試験として約1 - 2年程度の期間運行予定だったが、利用率不調で2007年3月31日運行終了。
  - 9月12日：イオン盛岡南ショッピングセンター（イオン盛岡南SC、現・イオンモール盛岡南）開業に伴い、盛岡バスセンター - イオン盛岡南SC - 盛岡南営業所系統を新設。同時にアイーナ乗入路線をイオン盛岡南SCに延長し、アイーナ経由便を大幅削減。
- 2008年（平成20年）
  - 4月1日：JRバス久慈地区ローカル路線廃止に伴い、久慈市民バス「のるねっとKUJI」（久慈海岸線・大野線）の運行を受託。
  - 5月7日：盛岡市玉山地区において「玉山循環線」運行開始（同年9月30日までの実証実験運行、運休日あり）。
- 2009年（平成21年）5月14日：民事再生法の適用を申請。
- 2010年（平成22年）
  - 3月31日：岩手県交通とのバスカードの共通乗車利用制度を終了、以降、発行事業者ごとでのみの利用となる。
  - 4月1日：みちのりHDの100%出資となる新経営体制が発足。
  - 8月1日：組織改正。沼宮内営業所を支所へ（八幡平営業所管轄下）、小本営業所を支所へ、重茂営業所を車庫へ（いずれも宮古営業所管轄下）、伊保内営業所を支所へ（一戸営業所管轄下）それぞれ格下げ。
- 2011年（平成23年）
  - 3月11日：東北地方太平洋沖地震（東日本大震災）による津波で小本支所が全壊。バス2台が廃車。また浄土ヶ浜観光船の「第15陸中丸」と「かもめ」が被災して廃船[34]。
  - 8月1日：一般路線バスにベビーカー乗車可能サービスを開始[35]。
  - 12月5日：本社を盛岡市盛岡駅前北通5番1号から同市厨川一丁目17番18号に移転。
- 2012年（平成24年）
  - 4月1日： 全バス車両に映像記録型ドライブレコーダーを設置[36]。
  - 10月15日：盛岡地区の全車両がLED方向幕化されると同時に経路番号を導入[37]。
  - 12月27日：この日より、国土交通省による公募（電気自動車による地域交通グリーン化事業」[38]）を活用し、宮古地区の路線バス（宮古駅前 - 奥浄土ヶ浜）で日野・レインボーHRを改造した電気バスの運行を開始[39]。
- 2013年（平成25年）
  - 3月22日：高速バス「岩手きずな号」の運行開始。
  - 12月1日：東八幡平交通センターの営業を終了。停留所は松尾歴史民俗資料館前に移動し、同センター発着だった便は一部を除き八幡平ロイヤルホテルに延長[40]。
- 2014年（平成26年）
  - 4月6日：盛岡地区に続いて、宮古地区でも全車両がLED方向幕化されると同時に経路番号を導入[41]。
  - 6月1日：八幡平地区の停留所名を一部変更し、「松尾歴史民俗資料館前」を「松尾鉱山資料館」へ、「工業団地」を「道の駅にしね」へそれぞれ変更[42]。
- 2015年（平成27年）
  - 4月27日：仙台宮城営業所を開設し、宮城県に進出。5月1日より営業開始。仙台中央タクシー傘下の仙台セントラルバスの事業を一部譲受する形で、仙台中央タクシーとは業務提携を実施[43][44][45]。
  - 6月3日：ヤマト運輸と提携し、宅急便を車両後部スペースに積載する貨客混載バスを106急行ならびに宮古 - 重茂間の路線バスで運行開始[46][47]。
  - 9月29日：106急行で使用されている貨客混載バス（愛称・ヒトものバス）がグッドデザイン賞受賞[48]。
  - 10月3日：同年11月30日までの期間限定で、盛岡市内定期観光バスの運行を開始[49]。
- 2016年（平成28年）12月28日：民事再生手続中の南部バスとの間で、南部バスからバス事業を始めとする全事業を譲受する契約を締結[23][24]。
- 2017年（平成29年）
  - 3月1日：南部バスの全事業を譲受[23][24][25]。同時に南部バスの事業を譲受する受け皿となる南部支社を開設[27]。
  - 10月1日：岩手町の公共交通見直しに伴い[50]、大渡循環線を区間短縮し東部線に改称（城山 - 陸中板橋 - 陸中岩瀬張間が廃止）。黒石温泉線・上一方井線の一部便を岩手町スポーツ文化センター「森のアリーナ」への乗り入れを開始[51]。
  - 10月15日：南部支社がハロウィーン期間中に運行しているハロウィンバスを、盛岡市内の路線でも運行開始[52]。
  - 12月1日：八幡平地区の停留所名を一部変更し、起終点を八幡平リゾートホテルへ変更[53]。
- 2018年（平成30年）1月9日：車内Wi-Fiサービスである「MICHINORI Free Wi-Fi」を高速路線バス全路線と106急行でサービス開始[54]。
- 2019年（平成31年／令和元年）
  - 1月1日：南部支社で前日に運行を終了したWILLER EXPRESS便高速バスと同一区間で「MICHINORI EXPRESS」(MEX) の運行を開始[55]。
  - 7月1日：「MICHINORI EXPRESS」の青森3路線に関して、WILLER EXPRESSの親会社であるWILLERととパートナーシップを締結[56]。同年9月1日分よりMEX+WILLERのダブルブランドで運行。
  - 7月31日：スカニア・アストロメガを使用した「盛宮106特急」の運行開始[57][58]。
  - 10月1日：子会社の岩手県北観光と南部バス観光の経営統合を実施し、岩手県北観光を存続会社として、南部バス観光を吸収合併。同時に商号を岩手県北観光からみちのりトラベル東北へ変更[59][60]。消費税率改定に伴い、運賃改定[61][62]。
  - 10月26日：南部支社青森営業所を開設[63]。
  - 12月2日：この日から、青森市営バスの一般乗合旅客自動車運送事業に係る管理の委託を2020年（令和2年）3月31日まで受託[64]。
- 2020年（令和2年）
  - 4月1日：岩手県交通が運行していた「好摩直通線」の運行を移管[65][66]。
  - 9月28日：106急行において運賃のキャッシュレス決済を開始[67]。
  - 10月12日：和井内線の運行を終了し、茂市線の運行を開始[68]。
  - 10月20日：岩手県内の全路線に地域連携ICカードを導入することを発表[69]。
- 2021年（令和3年）
  - 1月11日 - みやこ浄土ヶ浜遊覧船が運航終了[34][70]。
  - 3月2日 - 宮城県内では初の一般路線であるイオンモール新利府南館線（利府駅前 - イオンモール新利府南館）の運行を開始（臨時運行は同年2月15日開始）[71]。
  - 6月24日 - 地域連携ICカードの名称を「iGUCA（イグカ）」とすることを発表[注釈 1][72]。
- 2022年（令和4年）
  - 2月4日 - ジェイアールバス東北（盛岡支店、二戸支店）が運行する早坂高原線、「白樺号」、「スワロー号」の3路線に「iGUCA」を導入し、両社の間で「iGUCA」の相互発売ならびに盛岡駅前案内所と久慈営業所で早坂高原線および「白樺号」の「iGUCA」IC定期券を発売すること、JRバス二戸支店でも「iGUCA」と岩手県北バスの一般路線および「スワロー号」の「iGUCA」IC定期券を発売することを発表[74][75]。
  - 2月19日 -「iGUCA」を導入[73]。これにより、岩手県北バスの一般路線（JRバスが運行する早坂高原線、「白樺号」、「スワロー号」も含む。ジェイアールバス東北は2022年3月12日導入）と青森県八戸圏域の路線バス（南部支社管内一般路線と八戸市営バス対応の「ハチカ」[注釈 2]のSuicaやSuicaと相互利用可能なICカードでの乗車が可能になる[77]。
  - 7月17日 - 前年に運航終了したみやこ浄土ヶ浜遊覧船の代替として宮古市が建造した遊覧船「宮古うみねこ丸」の運航を受託し、運航開始[78]。
  - 7月31日 -「iGUCA」導入に伴い、路線バス車内でのバスカードの取扱いを終了[79]。
  - 9月1日 - 仙台宮城営業所ならびに南部支社貸切部のブランド名を「みちのりバス東北」へ変更[80]。
- 2023年（令和5年）
  - 1月16日 - 県北バス・南部バスが運行する「八盛号」、県北バスが運行する「久慈こはく号」で運賃の車内キャッシュレス決済を導入[81]。
  - 3月31日 - 同年2月より車両整備中だった「盛宮106特急」の運行を終了、4月1日から高速バス車両による運行に変更。これに伴い、時刻の変更や停車停留所の追加、全席指定制から一部予約制へ変更[82]。

## 本社・営業所

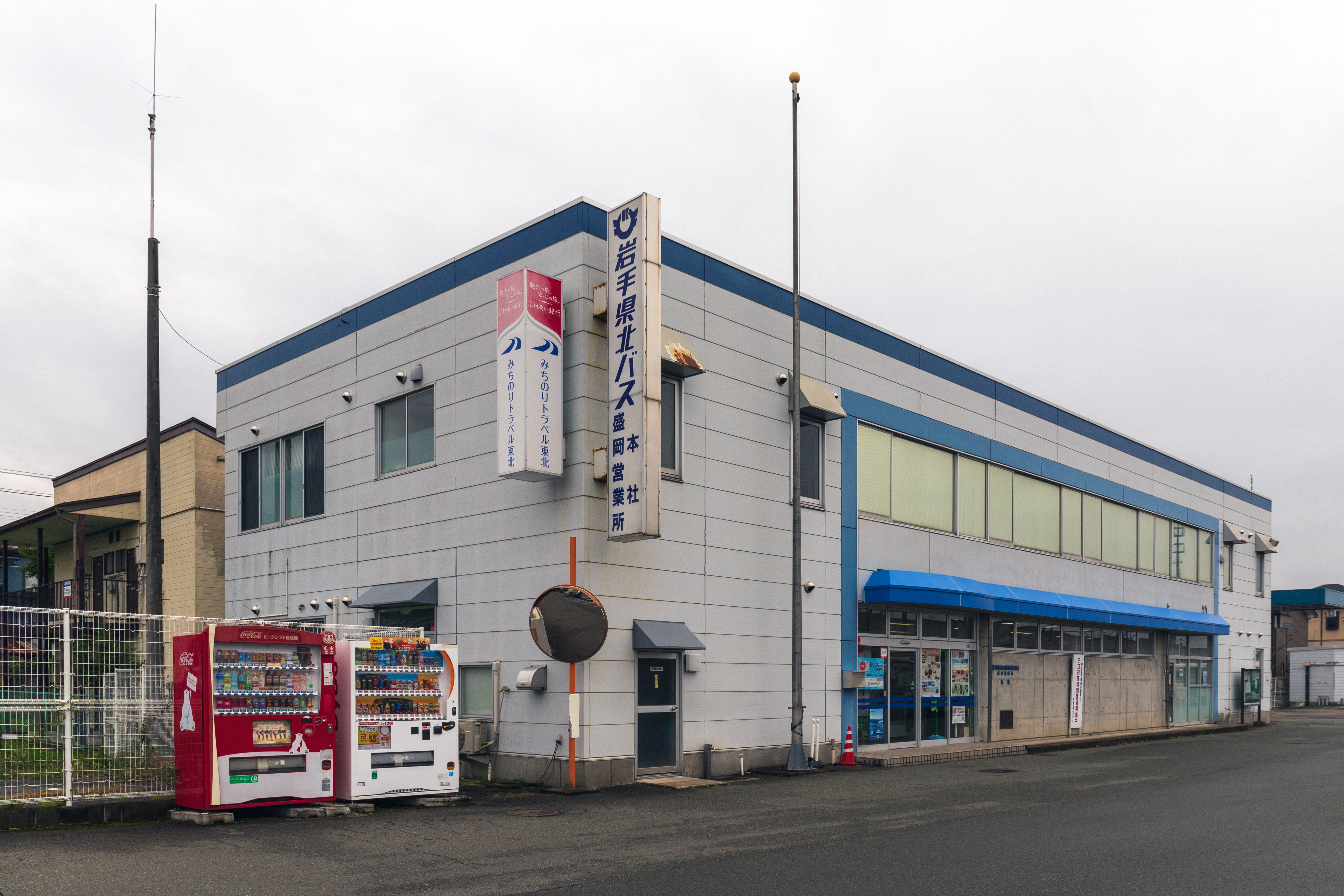
本社・盛岡営業所

### 本社
- 所在地：岩手県盛岡市厨川1-17-18（IGR厨川駅前）

2011年12月5日に盛岡市盛岡駅前北通5番1号より移転。

### 盛岡地区の営業所

#### 盛岡営業所
- 所在地：岩手県盛岡市厨川1-17-18（本社と同一）

1993年12月に現在地に移転。以前は盛岡市上堂（氏子橋停留所前）に所在した。

#### 盛岡南営業所
- 所在地：岩手県盛岡市永井15-53-1（JR岩手飯岡駅北西側）

盛岡営業所の高速バス部門を分離した、盛岡営業所南車庫として設置。

#### 八幡平営業所
- 所在地：岩手県八幡平市大更18-88-99

1999年に東八幡平営業所との合併により、西根営業所から改称。

##### 沼宮内支所
- 所在地：岩手県岩手郡岩手町沼宮内14-8-2

旧・沼宮内営業所。

##### 安比出張所
- 所在地：岩手県八幡平市安比高原

冬季のみ開設され、安比高原スキー場発着便の続行便対応など、運行管理を行う。

#### 盛岡駅前案内所
- 所在地：岩手県盛岡市盛岡駅前通（盛岡駅前バスプール内・7番のりば前）

#### 岩手山サービスエリア事業部
- 所在地：岩手県八幡平市平笠2-1-47

岩手山SA上り線の運営。南部支社が運行する「うみねこ号」が休憩で同SAに入る。

### 沿岸地区の営業所

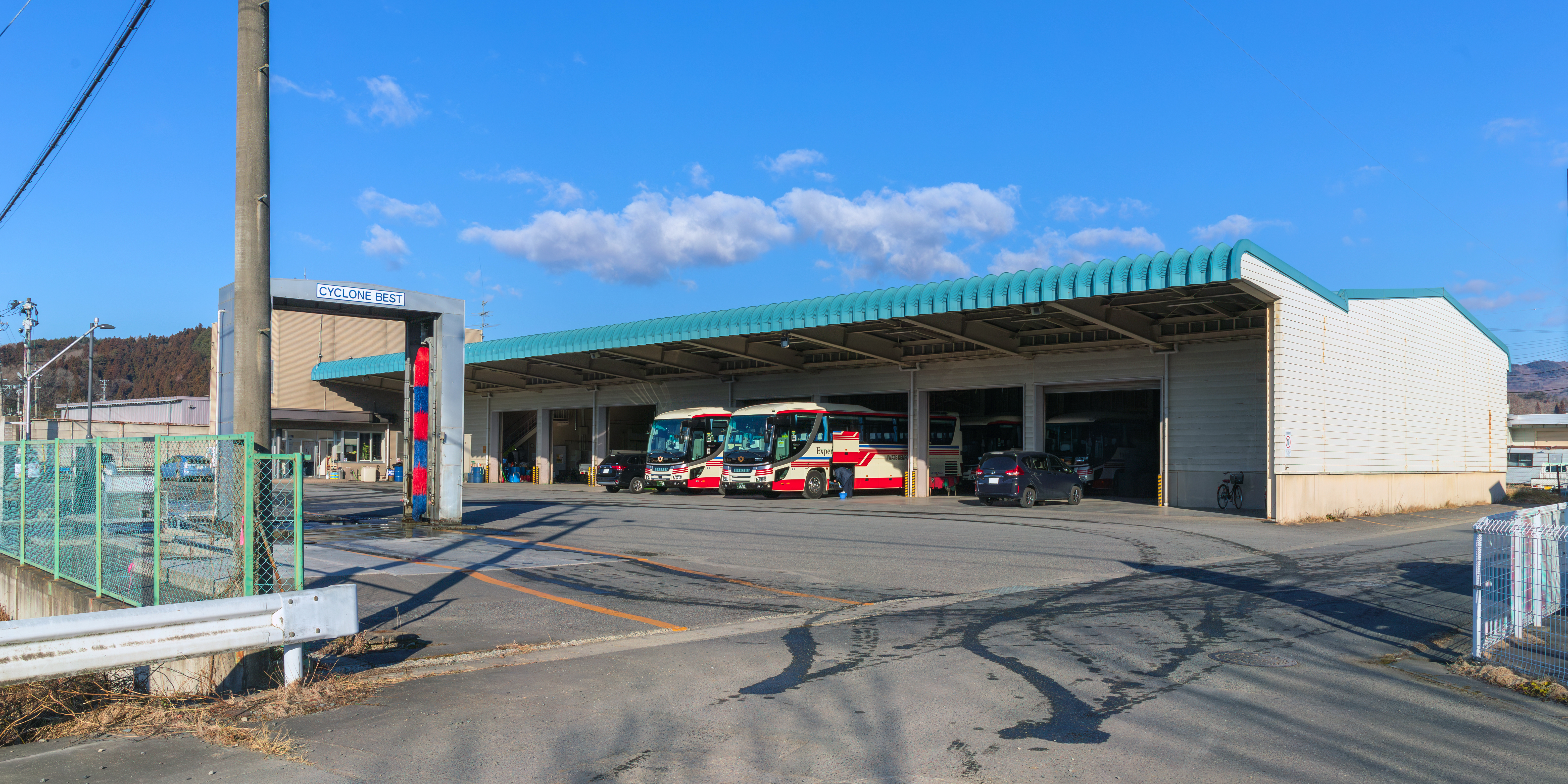
宮古営業所

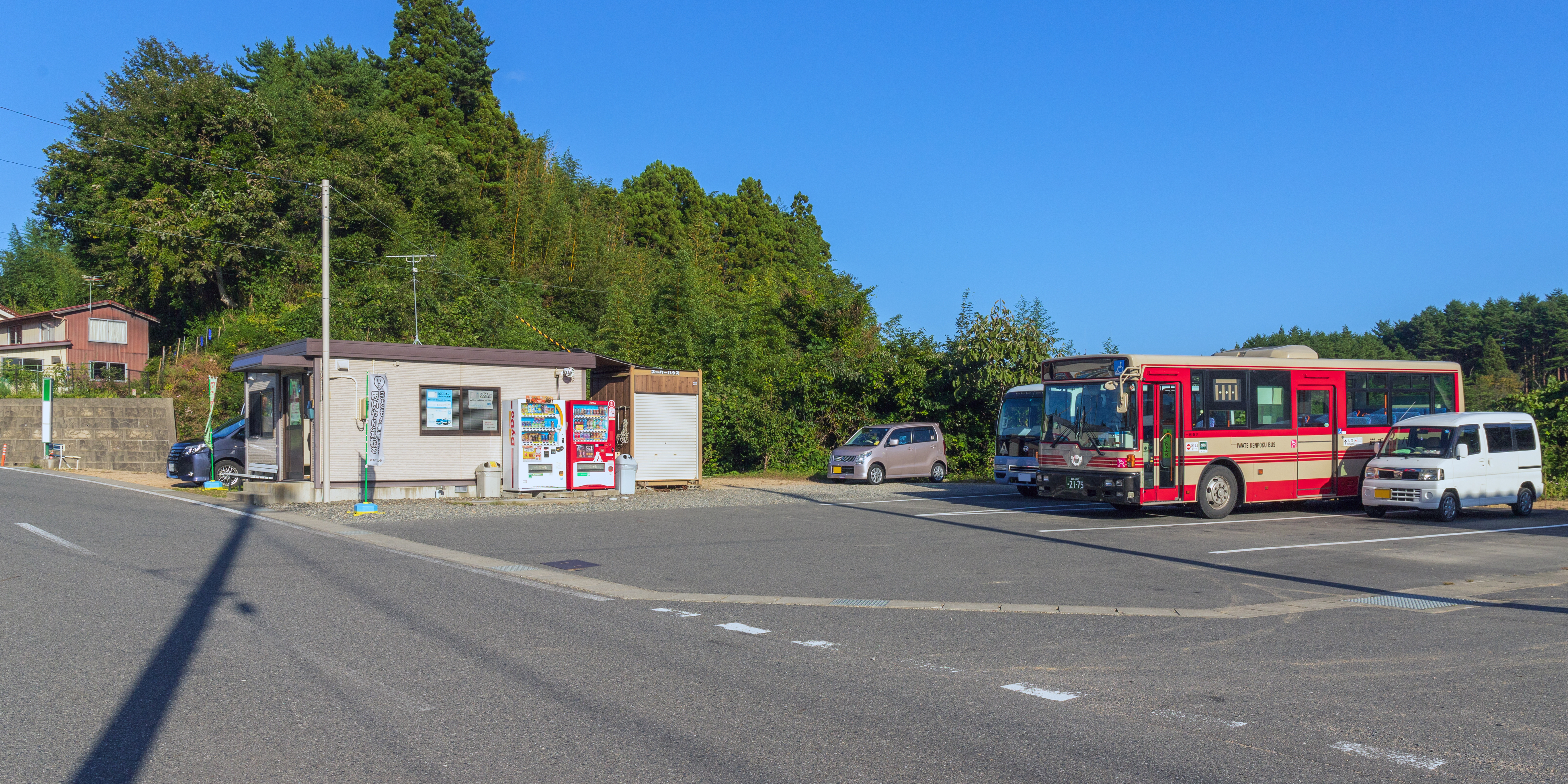
重茂車庫

#### 宮古営業所
- 所在地：岩手県宮古市長町2丁目9番2号

2020年5月頃に移転。旧営業所は宮古市館合町7-11に所在。

##### 重茂車庫
- 所在地：岩手県宮古市重茂第1地割13番32（平成19年2月5日の土地名称変更までは、宮古市大字重茂第1地割西大館24-1）

高台のため東日本大震災による津波の被害は受けなかったが、震災後に区画整理および事務所の建替えが行われた。震災後は宮古市から重茂地区のスクールバスなどに使用するマイクロバスの運転業務も受託しており、同車庫を拠点に運用されている。

##### 岩泉小本支所
- 所在地：岩手県下閉伊郡岩泉町小本南中野239

旧・小本営業所→小本支所。長らく岩泉町小本字小本9に所在していたが、震災に伴う津波により被災。三陸鉄道小本駅（現：岩泉小本駅）構内（岩泉町小本字南中野241）へ移転、宮古営業所管轄下の小本支所となる。その後、小本駅近隣の現在地へ移転。小本駅が岩泉小本駅に改称されたことに伴い、支所名も岩泉小本支所に変更。

##### 山田支所
- 所在地：岩手県下閉伊郡山田町織笠第14地割32-51

旧・山田営業所。かつて山田町船越6-51-6（岩手船越駅至近）に所在していたが、震災に伴う津波により被災し移転。宮古営業所管轄下の山田支所となる。

#### 宮古駅前案内所
- 所在地：岩手県宮古市大通四丁目5-3（宮古駅前6番のりば前）

#### 宮古遊覧船事業部
- 所在地：岩手県宮古市臨港通1-20（道の駅みやこ内）

宮古市遊覧船「宮古うみねこ丸」の運航を担当。

### 県北地区の営業所

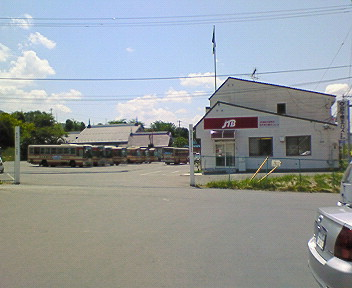
一戸営業所

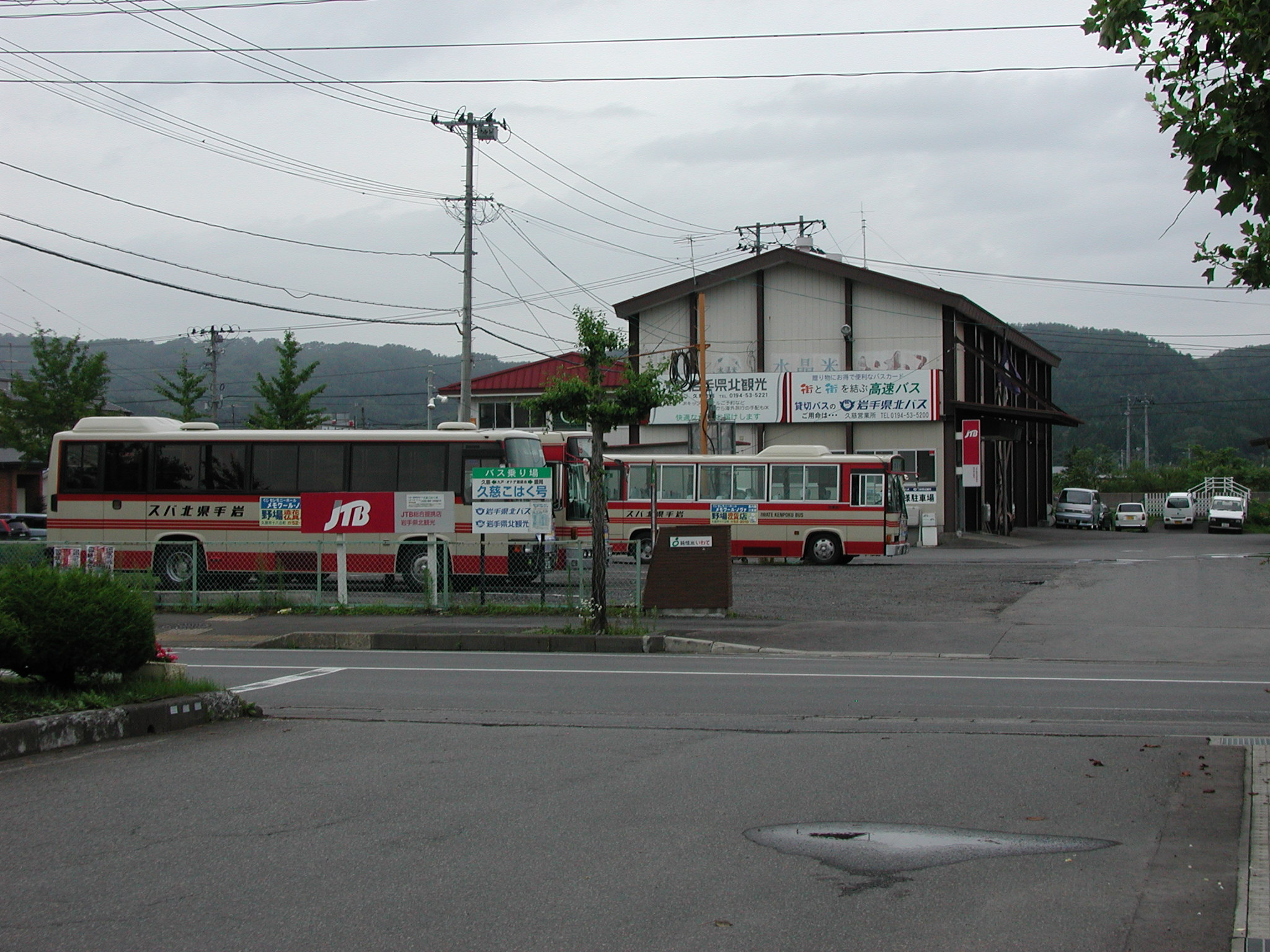
久慈営業所

#### 一戸営業所
- 所在地：岩手県二戸郡一戸町一戸字北館105-4

##### 伊保内支所
- 所在地：岩手県九戸郡九戸村伊保内12-52-3

旧・伊保内営業所。

#### 久慈営業所
- 所在地：岩手県久慈市川崎町16-5

開設からしばらくは貸切のみであったが、1991年に盛岡駅 - 戸呂町間の高速バス（のちの「久慈こはく号」）開設に伴い、久慈営業所が同路線の拠点となる。2003年4月、新中の橋から川崎町へ移転。

### 県外の営業所

#### 仙台宮城営業所
- 所在地：宮城県仙台市宮城野区中野4丁目1番39号

2015年4月27日に開設、5月より本格的に事業開始。バス運行を行う営業所として初の県外営業所となる。当初は貸切のみであったが、2017年1月より「松島・平泉直行バス」を担当。2019年11月27日に多賀城市町前一丁目9番47号（仙台港後背地）から現在地に移転。

#### 東京営業所
- 所在地：東京都千代田区大手町2-6-2 日本ビル4階409区

営業担当者が駐在する営業所で、バス運行には関与しない。

#### 南部支社

##### 南部支社・八戸営業所
- 所在地：青森県八戸市是川二ツ家6-79

旧・南部バス本社、南部バス八戸営業所。

##### 三戸営業所
- 所在地：青森県三戸郡三戸町同心町古間木平83-1

旧・南部バス三戸営業所。

##### 五戸営業所
- 所在地：青森県三戸郡五戸町下モ沢向13-167

旧・南部バス五戸営業所。通称「五戸駅」。

##### 青森営業所
- 所在地：青森県青森市大字三内字丸山278番地87

2019年10月26日開設。青森市営バス西部営業所の一部路線運行受託、MEX青森の運行を行っている。

##### ラピアトラベルカウンター
- 所在地：青森県八戸市江陽二丁目14-1 八戸ラピア1階

##### 南部バス整備工場
- 所在地：青森県三戸郡五戸町中崎2-3

### 廃止された営業所など

#### 平舘営業所
1952年開設。1982年1月に西根町（現：八幡平市）大更に機能を移転し、西根営業所（現：八幡平営業所）となった。

#### 軽米営業所
軽米町内の路線撤退により、2003年3月31日限りで廃止。しばらくの間は軽米連絡所として施設は残り、軽米新町発着便の回転場・乗務員休憩場所として使用されていた。その後、施設は売却され、2012年7月より折返し待機は軽米インター駐車場または軽米病院駐車場で行われるようになった。

#### 東八幡平営業所（東八幡平交通センター）
1999年12月1日に西根営業所と統合され廃止。車両・乗務員配置がなくなった後も、東八幡平車庫として窓口営業および折返し待機は残り、タクシーが待機するなど交通結節点として機能していたが、2013年11月30日をもって営業終了し完全に閉鎖された。代替として近隣の松尾歴史民俗資料館（現：松尾鉱山資料館）に停留所が設けられたが、同時に東八幡平発着だった便は大半が八幡平ロイヤルホテル（同ホテル冬季休業時は八幡平リゾートホテル→のちに八幡平マウンテンホテルへ名称変更）まで延長されたため、折返し待機場所も移っている。

#### 盛岡駅106急行駐車場
106急行専用の駐車場。盛岡駅前通（旧本社付近）に所在。後述の盛岡西口駐車場に移転し消滅。跡地はJR東日本系列の仙建ビル駐車場。

#### 盛岡西口駐車場
106急行を中心に、盛岡駅西口やアイーナ前発着便が待機のため入庫する。東日本大震災に伴う臨時運行の際には東日本急行など共同運行会社も入庫した。2011年秋頃より盛岡駅西口地区駐車場（岩手県交通や秋北バスと共用）を使用するようになり閉鎖。跡地はJR東日本系列の東日本電気エンジニアリング盛岡支店社屋。

#### 盛岡バスセンター事務所
旧盛岡バスセンター構内・1番ホーム前にあった。2016年9月30日の盛岡バスセンター閉鎖に伴い廃止。

#### 仙台営業所
- 所在地：宮城県仙台市青葉区花京院二丁目1-9 シャングリラ花京院201号

営業担当者のみ駐在する営業所で、バス運行には関与していなかった。仙台宮城営業所開設に伴い統合。

## 高速バス現行路線
括弧内は共同運行会社。「アーバン号」「ヨーデル号」「あすなろ号」「みちのく号」「久慈こはく号」「八盛号」では「iGUCA」ならびに「ハチカ」など交通系ICカード全国相互利用サービスが利用可能。「八盛号」は「ハチカ」と相互利用となる。
軽米高速線を除く全路線でWi-Fiが利用可能。ただし共通運行の路線は県北バス担当便のみのサービスとなる。

### アーバン号
（東日本急行・岩手県交通・宮城交通・JRバス東北）

### あすなろ号
（弘南バス）

### ヨーデル号
（弘南バス・岩手県交通）

### みちのく号
（秋北バス）

### 八盛号

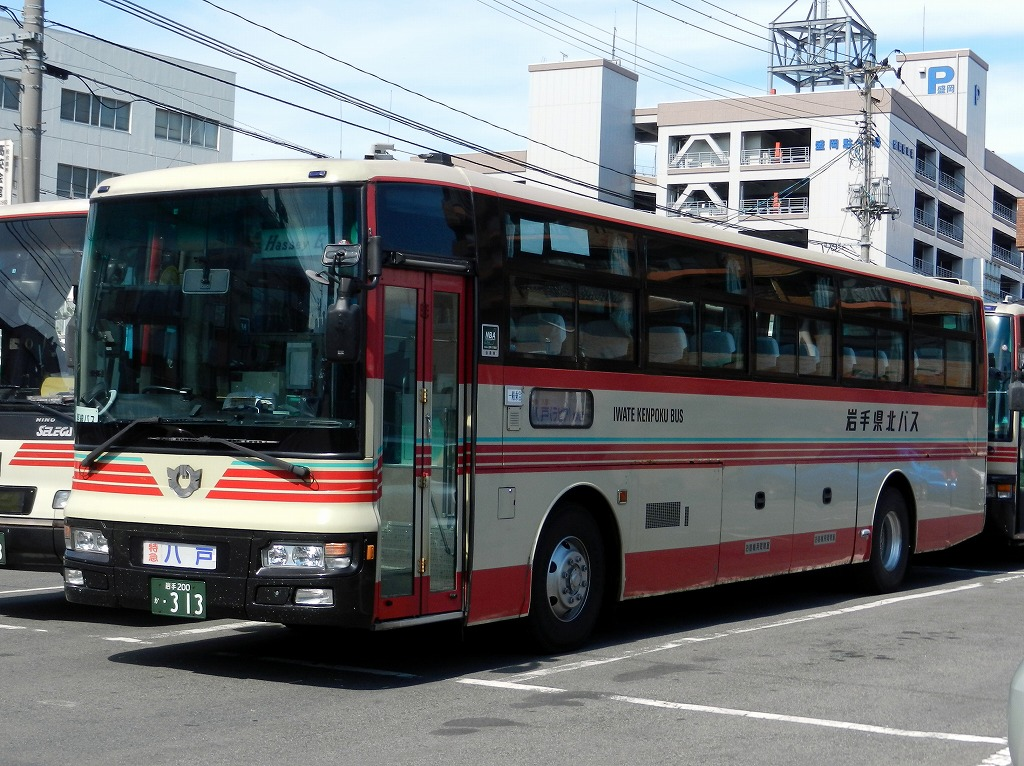
高速バス「八盛号」

東北自動車道全通前、旧・南部バス単独で八戸 - 一戸間に高速バスの計画があり、それを延伸して誕生した。一戸営業所、南部支社八戸営業所の担当。八戸営業所担当便は一戸営業所・盛岡南営業所にて代走されることがある。定員制。
2003年のダイヤ改正以降、本社担当便は伊保内営業所（のちに一戸営業所）で担当している。2015年のダイヤ改正で八戸 - 伊保内の出入庫便が廃止され、八戸市内で夜間滞泊する行路となったが車両・乗務員とも引き続き一戸営業所で担当し、下り便の九戸インターオドデ館で乗務員交代（日によっては同所で車両交換も実施）することとなった。一戸営業所の高速車2台が専属で使用され、検査時のみ車両交換を行う。
岩手県北バス担当便・南部バス担当便とも車内アナウンスデッキ内の放送では「特急八盛号」で統一されていたが、南部バスでは専用車両が1台しかなく、代走で貸切車両運用時の場合では「ハッセイ・E」「ハッセイエクスプレス」と案内される場合があった。

#### 運行経路
- 盛岡バスセンター - 県庁・市役所前 - 盛岡駅西口 - 前潟 ⇔ 浄法寺インター - 九戸インターオドデ館（道の駅おりつめ） - 軽米インター - 八戸インター - 馬場 - 八戸中心街ターミナル（乗車：六日町（5番のりば） / 降車：三日町（1番のりば）） - 本八戸駅 - 八戸ラピアバスターミナル - 八戸フェリーターミナル（上下1便のみ）

盛岡バスセンター - 前潟間および軽米インター - 八戸間のみの利用は不可。途中、畑PAにてトイレ休憩あり。ただし、一部の下り便（一戸営業所担当便のうち、後述する乗務員交代を行う便）は九戸インターオドデ館で休憩を実施する。

#### 路線沿革
- 1989年（平成元年）9月27日：岩手県北バス・南部バス（旧社）・JRバス東北・岩手県交通の4社による共同運行で運行開始（1日4往復）[87]。運行区間は盛岡バスセンター - 八戸小中野バスセンター間 (135.0 km)[87]。盛岡駅の乗り場は駅舎からやや離れた「松月堂前」であった（現在は使用していない）。
- 1990年（平成2年）10月16日：浄法寺インター、内丸（県庁・市役所前）にバス停を新設[88]。
- 1995年（平成7年）10月1日：JRバス東北と岩手県交通が撤退。1日2往復に減便。
- 1996年（平成8年）：八戸インター、九戸インターにバス停を新設。
- 2000年（平成12年）：盛岡駅の発着地を西口バスターミナル、九戸インターの発着地を道の駅おりつめに変更。
- 2001年（平成13年）8月1日：八戸側の発着地を八戸ラピアバスターミナルに変更。
- 2003年（平成15年）8月1日： 両側午前・午後発の2本建てより八戸午前発・盛岡午後発のダイヤに変更。岩手県北バスの担当営業所を盛岡南営業所から伊保内営業所に変更し、伊保内営業所 - ラピアバスターミナル間1往復新設。
- 2006年（平成18年）10月1日：馬場 - 八戸ラピアバスターミナル間の運行経路を本八戸駅経由に変更、八戸市中心部の停留所位置を十一日町を「八日町（中央通り）」、八日町を「三日町（さくら野前）」にそれぞれ変更。
- 2010年（平成22年）4月1日：八日町/三日町の停留所名称を「八戸中心街ターミナル」に改称、八日町の乗車位置を「八戸中心街ターミナル（六日町(5のりば)）」に変更[89]。
- 2011年（平成23年）3月19日 - 3月21日： 同年3月11日の東日本大震災の発生により一部便が運休していたが、左記3日間限定で臨時運行を実施。ただし乗車は始発地のみとし、盛岡発は盛岡駅西口のみ、八戸発はラピアのみ扱い[90][91]。
- 2012年（平成24年）6月15日：軽米インターにバス停を新設。一部便は路線バス軽米 - 大野線に接続[92]。
- 2014年（平成26年）4月1日：盛岡⇔札幌間の高速バスとフェリーを利用する「札幌・盛岡なかよしきっぷ」[93] の発売・利用開始。かつて発売されていた「ナッチャン盛岡・札幌きっぷ」リニューアル・利用交通機関を変更した上での再発売の形。
- 2015年（平成27年）
  - 4月1日：ダイヤ改正。盛岡発を夕方へ変更[94]。あわせて運用見直しにより、出入庫便（伊保内営業所 - 八戸ラピアバスターミナル）が廃止[95]。路線詳細については#一般路線バス廃止路線を参照。
  - 5月7日：この日より県北バス下り便・南部バス上り便のみ八戸ラピアバスターミナル - 八戸フェリーターミナル間を延長運転開始[96]。
- 2017年（平成29年）3月1日：南部バスの事業譲受に伴い、県北バスの単独運行となる。一戸営業所・八戸営業所で各1往復を担当する体制は変更されていないが、事業譲受前の同年2月中旬より八戸営業所担当便を一戸営業所にて代走することが日常的に行われている。
- 2019年（令和元年）6月21日：運賃改定[97]。
- 2020年（令和2年）
  - 4月22日：新型コロナウイルス感染症の影響により、この日より当面の間1日1往復に減便[98]。
  - 12月26日：前潟バス停（イオンモール盛岡最寄り）を新設[99]。
- 2022年（令和4年）
  - 2月26日：「iGUCA」を導入すると同時に、交通系ICカード全国相互利用サービスによるICカードの利用が可能となる[85]。
- 2023年（令和5年）
  - 1月16日：運賃支払い方法に車内キャッシュレス決済を導入[100]
- 2024年（令和6年）
  - 4月1日：この日から全便運行再開[101]

#### 利用状況
| 年度                 | 運行日数 | 運行便数 | 年間輸送人員 | 1日平均人員 | 1便平均人員 |
| 2002年（平成14年）度 | 365      | 1,464    | 22,241       | 61.1        | 15.2        |
| 2003年（平成15年）度 | 366      | 1,466    | 19,938       | 54.5        | 13.6        |
| 2004年（平成16年）度 | 365      | 1,460    | 18,443       | 50.5        | 12.6        |
| 2005年（平成17年）度 | 365      | 1,460    | 17,898       | 49.0        | 12.3        |
| 2006年（平成18年）度 | 365      | 1,460    | 18,893       | 51.8        | 12.9        |
| 2007年（平成19年）度 | 366      | 1,466    | 18,757       | 51.2        | 12.8        |

### 久慈こはく号

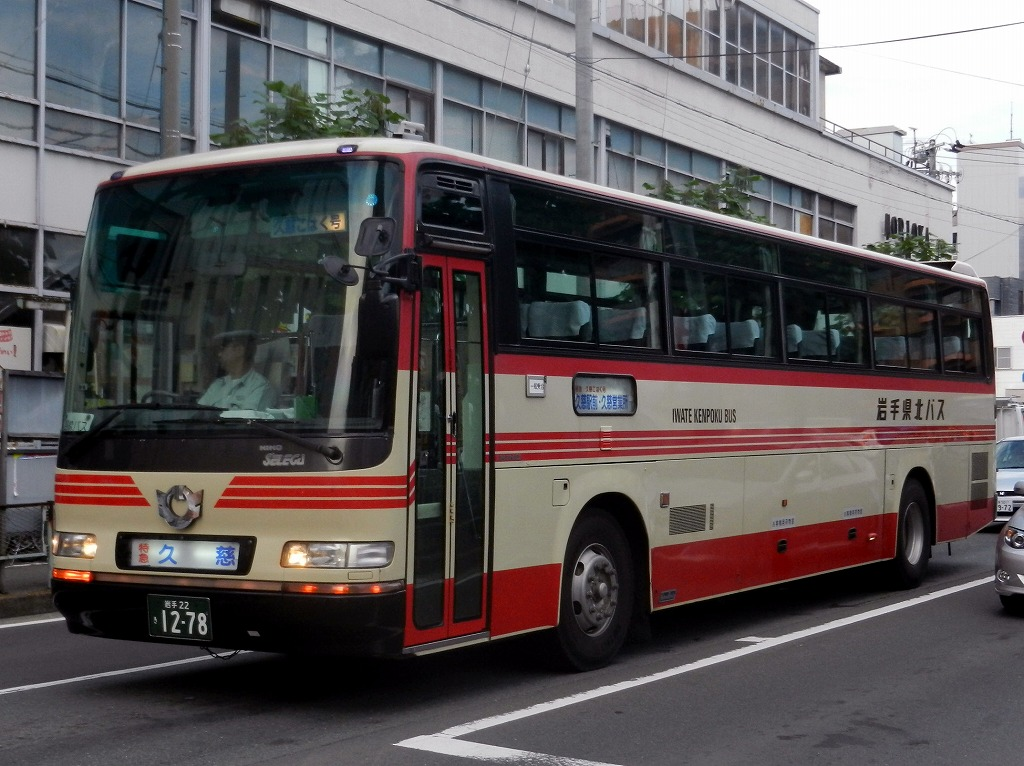
高速バス「久慈こはく号」

定員制。「iGUCA」ならびに交通系ICカード全国相互利用サービスによるICカードの利用が可能。
冬期間（12月 - 3月）に限り、週末便が運行される。金曜夜に久慈発、日曜午後に盛岡発。

#### 運行経路（主要停留所のみ記載）
- 盛岡バスセンター - 県庁・市役所前 - 盛岡駅西口 - 前潟 ⇔ 浄法寺IC - 九戸インターオドデ館 - 円子口 - 戸呂町 - 森前 - 生出町 - 合同庁舎前 - 久慈駅前 - 市民体育館前 - 久慈営業所

盛岡バスセンター - 前潟間のみの利用は不可。競合路線であるJRバス東北「白樺号」「スーパー久慈」（2009年3月1日廃止）とは一部停留所の位置が異なる。

#### 路線沿革
- 1991年（平成3年）：盛岡駅 - 戸呂町間で運行開始。
- 2003年（平成15年）4月15日：久慈営業所まで延長、「久慈こはく号」の愛称がつく。
- 2009年（平成21年）
  - 4月29日：土日祝日のみ1往復増便。
  - 8月9日：土日祝日1往復運行を終了。
  - 8月10日：ダイヤ改正により毎日2往復運行開始。
- 2011年（平成23年）10月15日：往復割引乗車券（4,000円）の発売を開始。
- 2017年（平成29年）12月1日：一部経路を変更。バス停新設（円子口）および廃止（上円子、円子小学校前）[102]。
- 2018年（平成30年）6月26日：久慈駅前のりばを久慈第一ホテル前から、駅前ロータリー3番のりばに変更。
- 2019年（令和元年）6月21日：運賃改定[97]。
- 2020年（令和2年）12月26日：前潟バス停（イオンモール盛岡最寄り）を新設[99]。
- 2022年（令和4年）2月19日：「iGUCA」を導入すると同時に、交通系ICカード全国相互利用サービスによるICカードの利用が可能となる[73][85]。
- 2023年（令和5年）1月16日：運賃支払い方法に車内キャッシュレス決済を導入[100]。

#### 利用状況
| 年度                 | 運行日数 | 運行便数 | 年間輸送人員 | 1日平均人員 | 1便平均人員 |
| 2002年（平成14年）度 | 365      | 730      | 6,044        | 16.6        | 8.3         |
| 2003年（平成15年）度 | 366      | 735      | 8,013        | 21.9        | 10.9        |
| 2004年（平成16年）度 | 365      | 755      | 9,668        | 26.5        | 12.8        |
| 2005年（平成17年）度 | 365      | 755      | 10,483       | 28.7        | 13.9        |
| 2006年（平成18年）度 | 365      | 757      | 11,583       | 31.7        | 15.3        |
| 2007年（平成19年）度 | 366      | 760      | 12,147       | 33.2        | 16.0        |

### 新東京線「岩手きずな号」

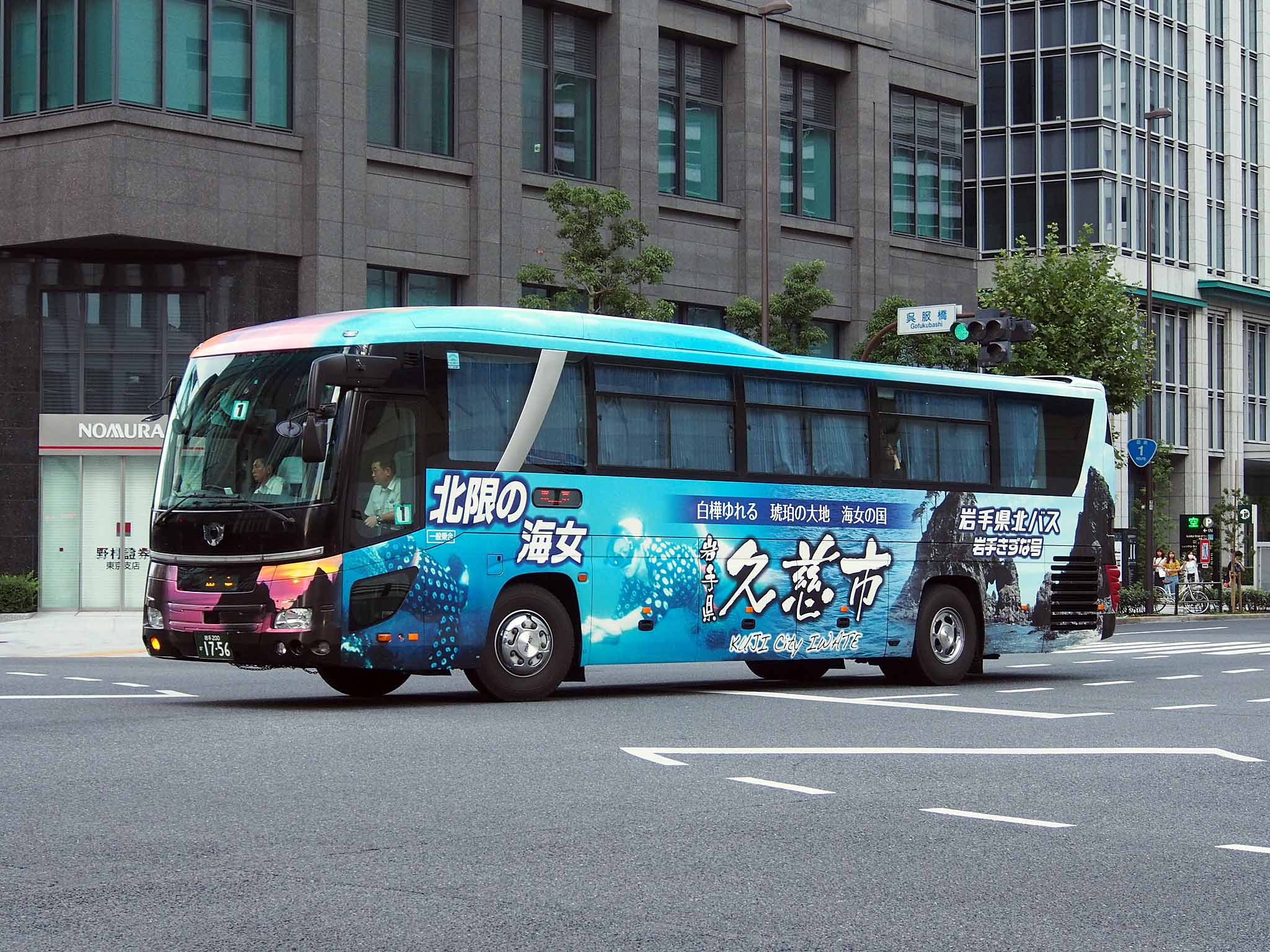
高速バス「岩手きずな号」

（フジエクスプレス）

#### 運行経路
- 久慈営業所 - 久慈駅前 - 九戸インターオトデ館 - 二戸駅西口 - 八幡平（おらほの温泉）（県北バス八幡平営業所最寄） - 厨川駅（県北バス盛岡営業所） - 盛岡駅西口  - 北上駅東口 ⇔ 東京ドームホテル - バスターミナル東京八重洲 - 東京ディズニーランド - 六本木ヒルズ - 田町駅入口 - フジエクスプレス芝浦車庫
- 〈連絡バス〉八幡平（おらほの温泉） - 八幡平市役所 - 平館駅前 - 安比高原スキー場 ※2013年12月21日 - 2014年3月30日運行

盛岡駅東口・盛岡駅西口・厨川駅前・厨川駅・おらほの温泉・八幡平営業所の各停留所で、「岩手きずな号」と八幡平方面・沼宮内方面の一般路線バスを乗り継いだ場合、東京発は乗継券を発行、久慈発は一般路線バス降車時に「岩手きずな号」の乗車券を提示することで、一般路線バスの運賃が半額となる。また厨川駅・おらほの温泉から乗車する場合に限り、無料で車を駐車できるパークアンドライドを利用できる。

#### 路線沿革
- 2013年（平成25年）3月22日：久慈営業所 - 芝浦車庫間で運行開始[103][104]。
- 2014年（平成26年）3月31日：八幡平方面ならびに沼宮内方面との一般路線バスとの乗継割引を開始[105]。
- 2020年（令和2年）
  - 4月16日：新型コロナウイルス感染症の影響による緊急事態宣言が全都道府県へ拡大され、この日の出発便より同年5月6日出発便まで運休[106]。
  - 5月26日：新型コロナウイルス感染症による移動需要の激減に伴い、引き続き「当面の間運休」とすることを発表[107]。
- 2022年（令和4年）
  - 7月29日：東京ディズニーランドまで延伸の上で運行再開[108]。
  - 8月10日：停車停留所に北上駅東口を追加[109]。
  - 9月17日：東京駅の発着地をバスターミナル東京八重洲に変更[110]。

### 仙台空港・松島・平泉線

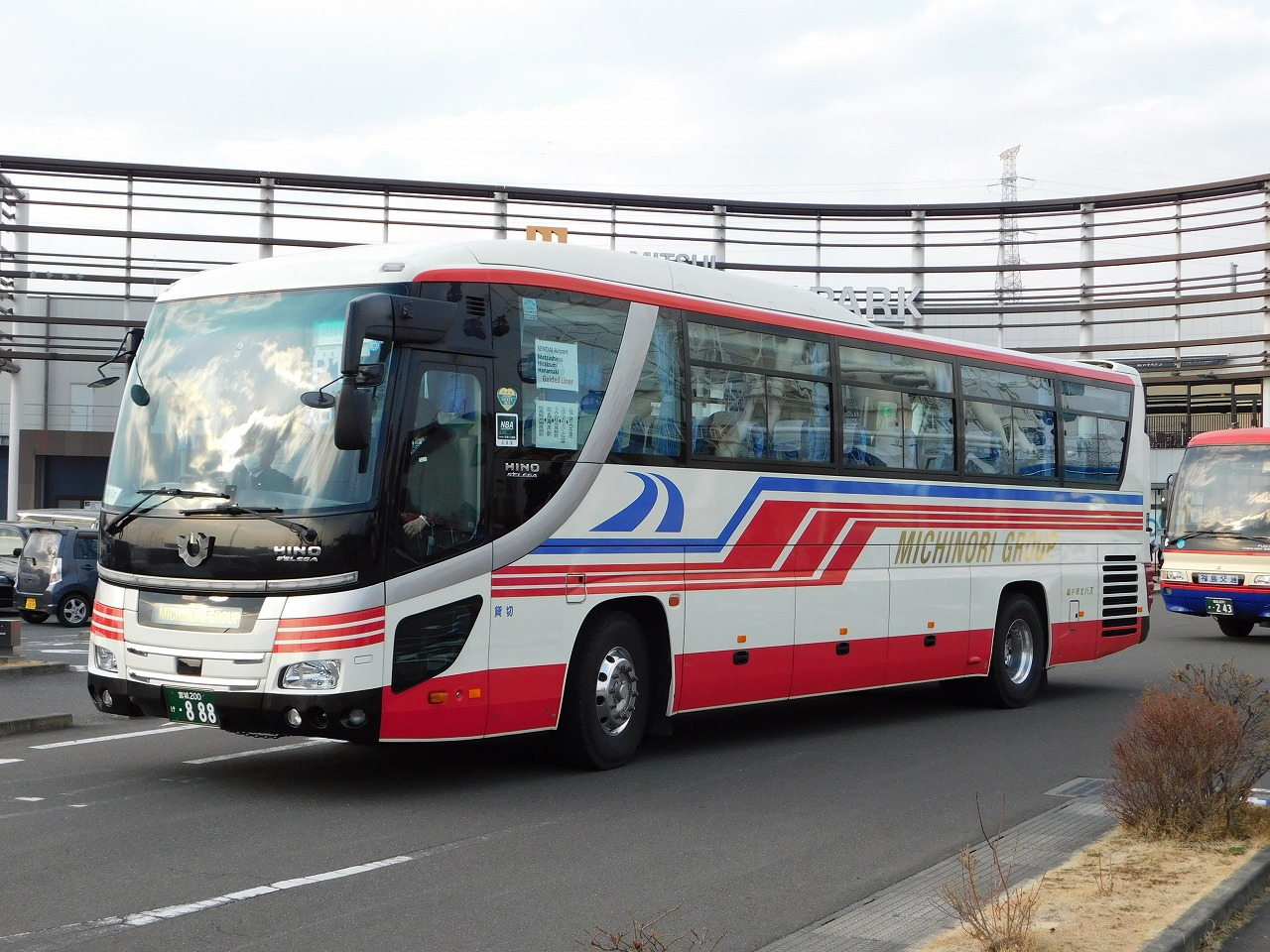
仙台空港・松島・平泉・花巻線

#### 運行系統
- 【仙台空港・松島・平泉線】仙台空港 -（仙台東部道路）- うみの杜水族館前 - 三井アウトレットパーク 仙台港 -（仙台東部道路）-（三陸自動車道）- 松島海岸 - 松島観光物産館 - 文化観光交流館前 -（東北自動車道）- 平泉駅前 - 道の駅平泉 - 中尊寺

#### 路線沿革
仙台空港二次交通運行調査業務事業として2017年（平成29年）1月25日運行開始。運行主体である岩手県平泉町と宮城県東松島市・松島町より岩手県北自動車が運行業務を受託。予約不要で、各バス停間の利用が可能。バスガイドが乗務し、観光案内や情報提供を行う。この時点では2017年5月からフリーWi-Fiや外国語ガイダンスを導入予定とアナウンスされ、このうち外国語ガイダンスが2017年10月に導入された。
2017年4月からは岩手県北自動車が自主運行。同年3月末までの利用客は、想定の2,100人に対して約400人であった。また、2017年2月は308便の運行に対し乗客数は90人、同年5月は362便に対し乗客数376人と、1便平均の乗客数は約1名という状況であった。そのため同年5月11日より奥松島観光周遊バスの定期運行を廃止。その後は夏期の週末運行に縮小となり、2017年度（5月11日以降）は7月21日 - 9月30日の金・土・日・祝日と8月10日 - 8月24日の毎日運行された。また、同日より新たに「三井アウトレットパーク仙台港」と「松島観光物産館」の停留所を追加、仙台空港 - 松島間は1日5往復から6往復に増便した。
2017年9月の月間利用者数は1,010人となり、開業以来初めて1,000人を越えた。報道によれば、内訳は近畿圏からの観光客が4割を占め、台湾や韓国からの訪日外国人旅行者（インバウンド）も5%を超えた。
2017年12月1日より、平泉発着便を1日2往復から1日3往復に増便し、朝の松島発仙台空港行を1本減便。これにより仙台空港 - 松島間は1日5.5往復となった。
2018年3月25日より、仙台空港 - 松島間の便を1往復減便。
2018年5月11日より、平泉発着便のうち1往復を花巻空港に延伸。地方空港間を結ぶ観光路線バスはこれが日本初であった。あわせて平泉町内に「道の駅平泉」バス停を新設。平泉発着便は1日3往復→2往復（花巻空港発着便も含め）に減便、仙台空港 - 松島間が下り4本、上り2本に増便。
2018年7月21日より花巻発着便を花巻温泉に延伸し、5日間有効のフリーきっぷ（大人片道5,000円）の発売を開始。
2018年10月28日より仙台空港→松島間の下り便を1本減便し、花巻温泉発の上り便を松島観光物産館止まりとした。仙台空港方面へは松島観光物産館で乗り換えとなった。
2019年4月1日より、一部便が夏季（7月1日 - 8月31日）限定運行となった。
2019年5月11日、厳美渓（サハラガラスパーク前）バス停を新設した。
2019年11月1日より運行体制を見直し。平泉 - 花巻間と厳美渓停留所を廃止、平泉発着便を土日祝日のみの運行に変更。仙台空港 - 松島間は下り7本（仙台空港→平泉1便含む）・上り4本に増便。バスガイドの乗務も廃止し、多言語ガイドによる対応となった。
2020年3月21日より、新型コロナウイルス感染症の感染拡大による需要減少のため、当面の間運休となった。

### 宮古・気仙沼・仙台線
（宮城交通）

### 久慈・八戸高速バス（実証運行）
2021年（令和3年）8月7日から同年10月24日まで79日の期間限定で運行。観光庁の「既存観光拠点再生・高付加価値化推進事業」の補助金を活用。1日4往復で、久慈駅、八戸中心街（六日町 / 三日町）、八戸駅に停車した。
2022年（令和4年）も引き続き実証運行を実施。運行期間は同年8月6日から2023年（令和5年）1月15日までの164日間となり、国の「地域一体となった観光地の再生・観光サービスの高付加価値化事業」からの補助金を活用する。運行回数は前年度と同じく1日4往復で、八戸市内に「市営旭ヶ丘営業所前」「日赤入口」の2か所の停留所を追加。

### うみねこ号
（十和田観光電鉄）

### MICHINORI EXPRESS
旧南部バスが東京と青森県内を結んで運行していた「WILLER EXPRESS」、および県北バスが東京と盛岡・宮古を結んで運行していた「BEAM-1」を改名した路線である。

## 高速バス休廃止路線

### とわだこ号

#### 運行経路
- 盛岡駅西口 - 十和田湖

季節運行。2009年度以降は運行されていない。なお、2010年度以降は岩手県交通が盛岡駅西口 - 十和田湖間を運行している。

### 盛岡 - 福島・郡山線
東日本大震災に伴う緊急支援バスとして、福島交通と共同運行していた。

#### 運行経路
- 厨川駅 - 盛岡駅西口 ⇔ 福島駅東口 - 二本松バスストップ - 郡山駅前

#### 路線沿革
- 2011年（平成23年）
  - 3月26日：盛岡 - 郡山線の運行を開始。
  - 4月1日：盛岡 - 郡山線がこの日より二本松バスストップに停車。
  - 4月12日：盛岡 - 福島線の運行を開始。
  - 5月22日：この日の運行をもって緊急支援バスの運行を終了。翌5月23日より定期路線バスとして盛岡 - 福島・郡山線の運行を開始。厨川駅に乗り入れ。
  - 8月31日：この日をもって運行を終了。

### ウィンディ号
定員制。岩手県北バス発行のバスカードが使用可能であった。

#### 2009年1月31日までの運行経路
- 盛岡バスセンター - 県庁・市役所前 - 中央通二丁目 - 盛岡駅西口（軽米行のみ）- 県立中央病院 ⇔ 一戸営業所 - 越田橋 - 二戸駅前 - 岩谷橋 - 矢沢口 - 晴山 - 軽米新町 - 軽米大町 - 軽米仲町 - 軽米 - 軽米病院

盛岡地区相互間のみ・軽米病院 - 二戸駅前相互間のみの利用はできなかった。

#### 2009年2月1日以降の運行経路
- 盛岡駅西口 ⇔ 軽米新町 - 軽米大町 - 軽米仲町 - 軽米 - 軽米病院 - 小軽米 - 小玉川 - 横岸沢 - 陸中大野駅 - 大野高校前 - おおのキャンパス

軽米新町 - おおのキャンパス間は各停留所に停車し、一般路線と同じ扱いで途中乗降可。

#### 路線沿革
- 1990年（平成2年）7月30日：岩手県北自動車・JRバス東北の2社による共同運行で運行開始（1日4往復）。運行区間は盛岡駅前 - 軽米間 (106.4 km)。岩手県北バスは軽米営業所、JRバス東北は二戸営業所が担当。なお、開業当初は愛称がなかった[131]。
- 1992年（平成4年）3月16日：軽米 - 種市ふるさと物産館間 (33.0 km) 開業[131]。この時から「ウィンディ」号という愛称を設定[131]。また、JRバス東北も軽米滞泊のため、両事業者とも軽米新町 - 種市ふるさと物産館間に出入庫の急行便（早朝・夜間）を設定。
- 1995年（平成7年）3月頃：軽米病院経由に経路変更。JRバス東北の滞泊地が軽米病院に変更となる。
- 2000年（平成12年）4月1日：盛岡の発着地を盛岡駅前から盛岡駅西口に変更。JRバス便が1往復減便、計1日3往復となる。
- 2002年（平成14年）12月1日：軽米病院 - 種市ふるさと物産館前間廃止。
- 2003年（平成15年）4月1日：岩手県北バス軽米営業所廃止により、県北バス便の担当営業所が伊保内営業所になる。
- 2003年（平成15年）12月1日：JRバス東北が撤退、1日2往復に減便。
- 2005年（平成17年）4月1日：軽米病院 - おおのキャンパス間開業、1往復のみ延長運転。大野発着便の担当営業所が久慈営業所となる。
- 2008年（平成20年）8月9日：軽米発着便の運行経路を二戸・一戸経由（県立中央病院経由盛岡バスセンター発着）に変更。大野発着便については変更せず。
- 2009年（平成21年）1月31日：この日の運行をもって軽米発着便（二戸・一戸経由）の運行を休止。
- 2012年（平成24年）6月14日：利用状況悪化のためこの日をもって廃止。軽米地区からの利用客救済のため「八盛号」を軽米インター経由としたほか、上下各1便が同所で大野行きの路線バスと接続するダイヤとなった[92][132][133]。

### 仙台空港 - 安比高原線
- 仙台空港 ⇔ 盛岡駅西口 - ホテル安比グランド - 安比高原スキー場 - 安比ヒルズ白樺の森3 - 安比高原温泉ホテル

2015年（平成27年）12月18日に冬季限定の路線として運行開始。予約制。仙台空港 - 盛岡駅西口間の利用も可能だった。
期間中毎日運行の定期便（1日1往復）のほか、予約のある場合のみ運行する臨時便が1日3往復設定されていた。なお、2017年度については2017年12月2日 - 12月14日と2018年3月26日 - 4月1日に定期便も予約制にて運行。この場合も予約のない場合には運行されなかった。2018年度以降は運行がなく、仙台空港・仙台駅東口 - 安比高原スキー場は他事業者による宿泊者専用無料シャトルバスが運行されている。

### 仙台 - 夏油高原スキー場線

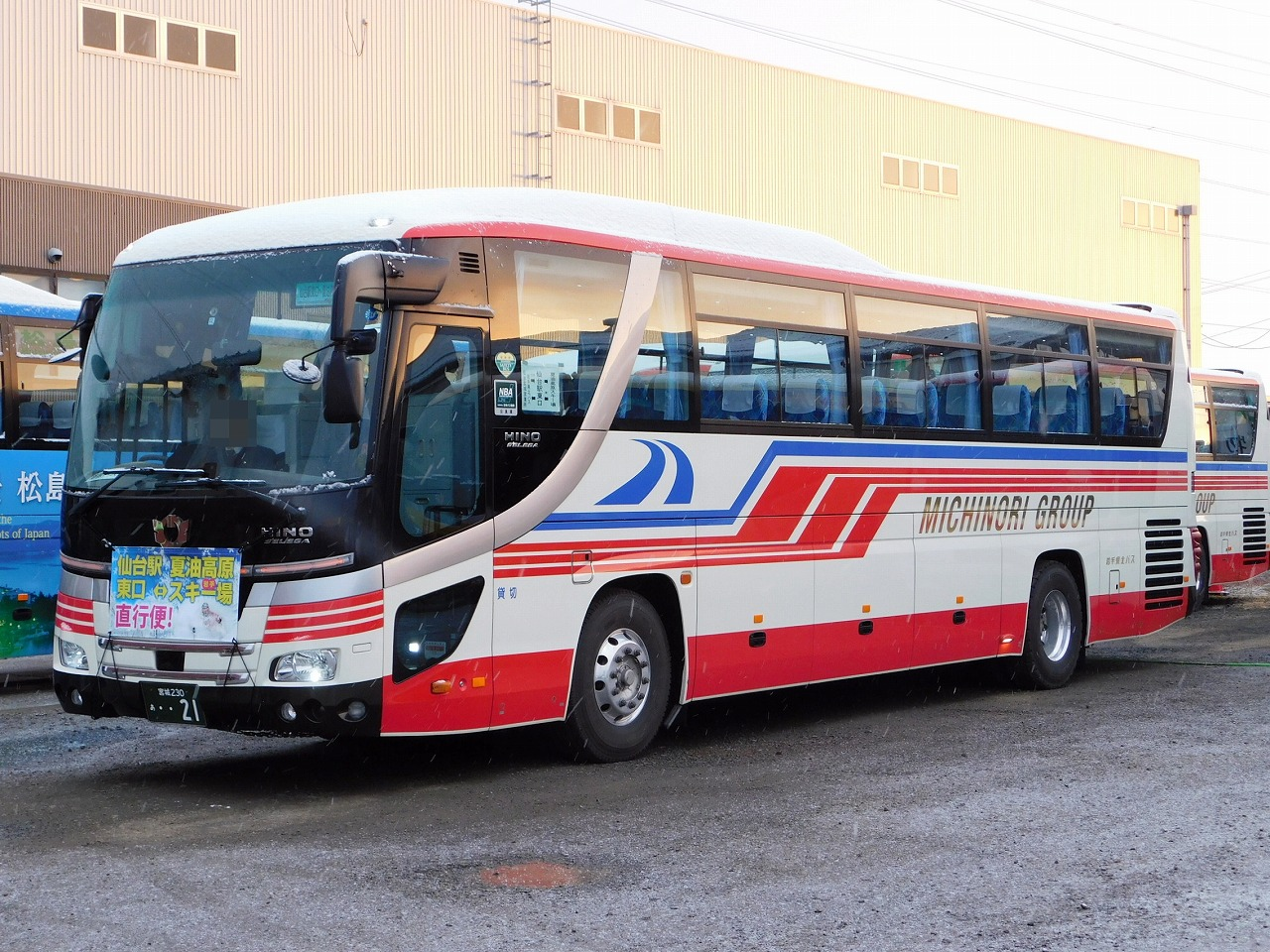
仙台 - 夏油高原スキー場線（仙台宮城営業所にて）

- 仙台宮城営業所 - 仙台駅東口（観光バスのりば） ⇔ 夏油高原スキー場

2018年（平成30年）12月15日から2019年（平成31年）3月24日の土日祝日（2018年12月29日 - 2019年1月6日は毎日）に運行した。2019年度は設定なし。仙台地区は同社仙台宮城営業所と仙台駅東口（観光バスのりば）で客扱いを行っていた。

## 一般路線バス現行路線

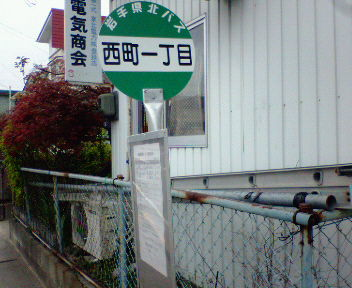
丸形バス停ポール - 宮古市「西町一丁目」バス停

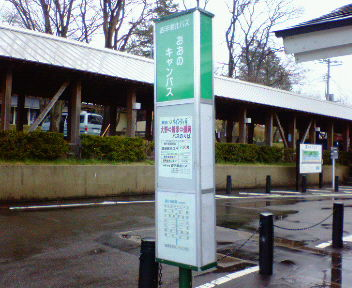
角形バス停ポール - 洋野町「おおのキャンパス」バス停

### 盛岡地区
盛岡バスセンター始発の一般路線バスは、新バスセンターにおいては沼宮内方面は構内3番乗り場から、八幡平方面は構内4番乗り場から発車する。旧バスセンターでは全便が構内1番乗り場からの発車であった。106急行バスの盛岡駅方面や川目方面からのバスは（日専連向かい）乗り場に発着し、106急行バスの宮古方面や川目方面へ向かうバスはななっく向いの乗り場に発着する。
岩手県北バス盛岡地区の路線では、岩手県交通が運行している盛岡都心循環バス「でんでんむし」に合わせ、盛岡駅 - 盛岡バスセンター間ならびに好摩直通線（B41系統）の盛岡バスセンター - 医大内丸メディカルセンター間の運賃を「でんでんむし」よりも20円安い100円均一で運行している。100円均一区間は106急行バスを含む。ただし盛岡市内にて乗降制限（クローズドドアシステム）のある106特急バスは対象外となる。
盛岡地区の路線バスは2012年10月15日から、全車両にLED行先表示器と系路番号が表示されるようになった。ただし間合い運用や臨時便などで高速バス・106急行用の車両が充当される場合はこの限りではない。

#### 八幡平方面（経路番号：A）

##### 八幡平頂上
A00番台
- A02：松尾鉱山資料館 - 田頭町 - 盛岡駅前 - 大通三丁目 - 中央通二丁目 - 盛岡バスセンター

##### 田頭町
A10 - 40番台
- A11：盛岡バスセンター - 映画館通り - 盛岡駅前 - 田頭町 - 東八幡平病院 - 松尾鉱山資料館 - 松川温泉
- A12：盛岡バスセンター - 映画館通り - 盛岡駅前 - 巣子ニュータウン - 田頭町 - 東八幡平病院 - 松尾鉱山資料館 - 松川温泉
- A13：盛岡バスセンター - 映画館通り - 盛岡駅前 - おらほの温泉 - 田頭町 - 東八幡平病院 - 松尾鉱山資料館 - 八幡平マウンテンホテル
- A14：盛岡バスセンター - 映画館通り - 盛岡駅前 - 田頭町 - 東八幡平病院 - 松尾鉱山資料館 - 八幡平マウンテンホテル
- A21：松尾鉱山資料館 - 茶臼口 - 八幡平頂上
- A22：八幡平頂上 → 八幡平蓬莱境 → 松川温泉 → 八幡平マウンテンホテル
- A23：松尾鉱山資料館 → 八幡平マウンテンホテル → 八幡平ハイツ → 御在所 → 八幡平頂上 → 八幡平蓬莱境 → 松川温泉 → 八幡平マウンテンホテル、御在所 → 八幡平頂上 → 松川温泉 → 八幡平マウンテンホテル

八幡平頂上方面は2020年改正より運行経路の見直しを実施した。

##### 平舘駅前
A50 - 60番台
- A50：平館駅前 - 東八幡平病院 - 松尾鉱山資料館 - 八幡平マウンテンホテル
- A51：盛岡バスセンター - 映画館通り - 盛岡駅前 - おらほの温泉 - 平館駅前
- A52：盛岡バスセンター - 映画館通り - 盛岡駅前 - 生出谷地 - 平館駅前
- A53：平館駅前 -（東北自動車道）- 天昌寺前 - 岩手高校前 - 中央通二丁目 - 盛岡バスセンター

2024年10月より平館駅前で系統を分断し、盛岡バスセンター - 平館駅前をA51、平館駅前 - 八幡平マウンテンホテルをA50として、同じ車両で通し運行する形態をとった。そのため平館駅前を通過する利用の場合、平館駅前で一旦精算する必要がある。
A53は日・祝日運休。

##### 盛岡 - 大更駅前
A70番台
- A71：盛岡バスセンター - 映画館通り - 盛岡駅前 - 巣子ニュータウン - 生出谷地 - 大更駅前

2024年10月の運行より生出谷地経由に統一された。

##### 八幡平市内
A80番台
- A81：八幡平営業所 - 大更駅前 - 田頭町 - 東八幡平病院 - 松尾鉱山資料館

#### 沼宮内方面（系路番号：B）
沼宮内営業所が支所に格下げになった後も、行先表示・停留所名は沼宮内営業所のままである。

##### 盛岡 - 沼宮内
B10番台
- B11：盛岡バスセンター - 映画館通り - 盛岡駅前 - 上堂 - 盛岡大学前 - 渋民 - 好摩口 ‐ 川口駅前 - いわて沼宮内駅前 - 沼宮内営業所
- B12：盛岡バスセンター - 映画館通り - 盛岡駅前 - 上堂 - 産業文化センター - 盛岡大学前 - 渋民 - 好摩口 ‐ 川口駅前 - いわて沼宮内駅前 - 沼宮内営業所

2016年改正より日・祝運休便を1往復設定。

##### 盛岡 - 産業文化センター（アピオ）
B20番台
- B21 盛岡 - 産業文化センター（アピオ）

※臨時専用

##### 中山・吉ヶ沢
B30番台
- B33：いわて沼宮内駅前 - 沼宮内病院 - 岩手町役場前 - 大町 - 沼宮内営業所 - 中山
- B35：二ツ森 - 川口駅前 - 末代橋 - いわて沼宮内駅前 - 沼宮内病院 - 岩手町役場前 - 大町 - 沼宮内営業所 - 中山

すべて平日のみ運行。

##### 盛岡 - 好摩
B40番台
- B41：盛岡バスセンター - 県庁・市役所前 - 医大内丸メディカルセンター前 - 北山 - 県営野球場前 - 小林牧場前 - 庄ヶ畑 - 玉山中学校入口 - 船田 - 渋民 - 好摩口 - 好摩駅

平日のみ運行。2020年4月1日に岩手県交通（好摩直通線、331）から移管。路線名も好摩直通線を継承する。移管後は渋民中央病院前 - 好摩口間は盛岡 - 沼宮内線と同一の停留所に停車し、盛岡バスセンター行は岩手県交通松園営業所にも停車するほか、盛岡バスセンター - 医大内丸メディカルセンター前間の運賃も150円から100円に値下げされた。なお、岩手県交通が運行している桜台団地線の同区間の運賃は170円のまま変更なし。

##### 大渡循環
B50番台
- B51：沼宮内営業所 → いわて沼宮内駅前 → 愛宕下 → 宝来橋 → 川原新田 → 川口公民館前 → 陸中大渡 → 下屋敷 → 陸中岩瀬張

2004年4月1日、JRバス東北（下屋敷循環線）より移管。JRバスが通過していたバス停にも停車となる。2017年10月1日より陸中岩瀬張 - 陸中板橋 - 城山を廃止の上、東部線へ改称。廃止区間は回送扱いとなるため、時刻表にも「久ヶ沢 - 板橋は利用できません」と明記されている。

##### 一方井
B60番台
- B61：いわて沼宮内駅前 - 横田橋 - 新田口 - 一方井 - 上一方井
- B63：沼宮内営業所 - 城山 - いわて沼宮内駅前 - 横田橋 - 新田口 - 一方井 - 黒石温泉
- B64：いわて沼宮内駅前 - 横田橋 - 新田口 - 一方井 - 黒石温泉
- B65：沼宮内営業所 - 城山 - 岩手町役場 - いわて沼宮内駅前 - 横田橋 - 新田口 - 一方井 - 黒石温泉
- B66：上一方井 - 一方井 - 新田口 - 横田橋 - いわて沼宮内駅前 - 岩手町役場
- B67：沼宮内営業所 - 城山 - 岩手町役場 - いわて沼宮内駅前 - 横田橋 - 新田口 - 一方井 - 上一方井
- B68：上一方井 - 一方井 - 新田口 - 横田橋 - いわて沼宮内駅前 - 城山 - 沼宮内営業所

2004年4月1日、JRバス東北（平舘線）より移管と同時に上一方井発の運行経路を「岩手町役場経由いわて沼宮内駅行」から「いわて沼宮内駅経由岩手町役場前行」に変更。同時に運賃を区間別定額運賃から対キロ制運賃（上一方井方面と同様）に変更。2017年10月1日より一部便が 岩手町スポーツ文化センター「森のアリーナ」へ乗り入れを開始と同時に、系路番号の見直しを実施。2020年4月1日より岩手町スポーツ文化センター「森のアリーナ」への乗り入れ廃止、黒石温泉線（B70番台）と経路番号を統合。

##### 沼宮内町内
B80番台
- B81：いわて沼宮内駅前 - 大町 - 城山 - 沼宮内営業所
- B82：陸前岩瀬張 → 下屋敷 → 陸中大渡 → 川口公民館前 → 川原新田 → いわて沼宮内駅前 → 沼宮内高校前 → 岩手町役場  → 大町  → 沼宮内営業所
- B83：城山 - 大町 - いわて沼宮内駅前

2004年4月1日、JRバス東北（下屋敷循環線）より移管。同時に城山 - 沼宮内営業所間を延長したほか、JRバスが通過していた石神バス停にも停車となる。B82は城山 - 陸中岩瀬張間は当該区間は回送扱いであり、時刻表にも「久ヶ沢 - 陸中板橋は利用できません」と注記されている

#### 盛岡大学・滝沢方面（系路番号：C）

##### 盛岡 - 盛岡大学
C00 - 20番台
- C01：盛岡バスセンター - 映画館通り - 盛岡駅前 - 上堂 - 盛岡農業高校前 - 盛岡大学
- C03：盛岡駅西口 -（東北自動車道）- 盛岡大学
- C04：アイーナ前 → 盛岡駅前 → 上堂 → 盛岡農業高校前 → 盛岡大学
- C06：盛岡バスセンター → 映画館通り → 盛岡駅西口 → 上堂 → 巣子 → 盛岡農業高校前 → 盛岡大学
- C07：盛岡駅西口 → 上堂 → 盛岡農業高校前 → 盛岡大学
- C08：盛岡バスセンター - 映画館通り - 盛岡駅前 - 上堂 - 巣子駅入口 - 県立大学入口 - 盛岡大学
- C09：盛岡バスセンター → 映画館通り → 盛岡駅西口 → 上堂 → 巣子駅入口 → 県立大学入口 → 盛岡大学
- C10：厨川駅→巣子→盛岡農高前→盛岡大学

C03は高速道路を走行するため、高速バス車両の間合い運用で運行されることがある。C03・C07・C08・C09は土・日・祝日、C10は日・祝日運休。

##### 滝沢地区
C60番台 
- C61：松園一丁目 - 滝沢駅前 - 県立大学 - 盛岡農業高校 - 盛岡大学

平日かつ盛岡農業高校登校日のみ運行。2023年4月1日改正により、経路番号をC62からC61に変更したうえで、盛岡大学まで延長。

#### 厨川駅（青山）方面（系路番号：D）

##### 盛岡 - 青山駅前 - 厨川駅
D00番台
- D01：厨川駅 - 運動公園口 - 氏子橋 - 上堂二丁目 - 上堂 - 盛岡駅前 - 映画館通り - 盛岡バスセンター
- D02：盛岡バスセンター - 映画館通り - 盛岡駅前 - 上堂 - 青山駅 - 県営体育館 - 運動公園北口 - 厨川駅
- D04：厨川駅 - 運動公園北口 - 上堂二丁目 - 上堂 - 盛岡駅前 - 映画館通り - 盛岡バスセンター

D04は土・日・祝日運休。

##### 厨川地区
D10番台 - 
- D13：厨川駅 -（途中無停車）- 盛岡北高校前

平日の盛岡北高校登校日のみ運行。冬季のみの運行だが、2019年は通年運行されていた。

#### 厨川駅 - 盛岡市街 - イオン盛岡南方面（系路番号：E）

##### 厨川駅 - 盛岡駅西口 - イオン盛岡南
E00番台
- E01：厨川駅 - 三馬橋 - 箱清水 - 三高前 - 高松の池口 - 一高前（下り便のみ）・県立中央病院（上り便のみ）- 映画館通り - 盛岡駅口 - 盛岡駅西口 - イオンモール盛岡南
- E02：厨川駅 → 盛岡中央高校前 → 城北小学校前 → 北大橋東 → 県立中央病院 → 映画館通り → 盛岡駅口 → 盛岡駅西口 → イオンモール盛岡南
- E03：イオンモール盛岡南 → 盛岡駅西口 → 盛岡駅口 → 映画館通り → 一高前 → 北大橋東 → 城北小学校前 → 盛岡中央高校前 → 厨川駅西口

2016年10月1日より、下り便の終点が厨川駅西口に変更。

##### 厨川駅 - 盛岡バスセンター
E20番台
- E21：盛岡バスセンター - 盛岡中央郵便局前 - 一高前（下り便のみ）・県立中央病院（上り便のみ）- 高松の池口 - 三高前 - 箱清水 - 三馬橋 - 厨川駅
- E22：厨川駅 → 盛岡中央高校前 → 城北小学校 → 北大橋東 → 県立中央病院 → 高松の池口 → 盛岡中央郵便局前 → 盛岡バスセンター
- E23：盛岡バスセンター → 盛岡中央郵便局前 → 一高前 → 北大橋東 → 城北小学校前 → 盛岡中央高校前 → 厨川駅西口

2016年10月1日より下り便の終点が厨川駅西口に変更された。

##### 盛岡駅前（東口） - 盛岡南営業所
E40番台
- E41：（「MEX宮古・盛岡」アクセスバス）盛岡駅前 - 盛岡南営業所
  - 「MEX宮古・盛岡」利用者以外も乗車可能。「106急行」車両の出入庫運用のため、系統番号・行先が表示されないことがある。
- E42：（臨時直行バス）盛岡駅西口 - 盛岡南公園球技場
  - いわてグルージャ盛岡ホームゲーム開催時に運行。

#### 安比・東北自動車道方面（系路番号：F）

##### 安比 - （東北道経由） - 盛岡
F00番台
- F01：盛岡駅西口 -（東北自動車道）- 安比高原スキー場 - ANAクラウンプラザリゾート安比高原

##### 安比 - 花巻空港
F10番台
- F11：花巻空港 -（東北自動車道）- ANAクラウンプラザ - 安比高原スキー場 - ANAホリデイ・イン温泉

##### 八幡平自然散策バス
F40番台
- F41：盛岡駅前 -（東北自動車道）- 松っちゃん市場 - 八幡平市さくら公園 - 松尾鉱山資料館 - 八幡平ハイツ - 八幡平ライジングサンホテル - 八幡平温泉郷 - 八幡平マウンテンホテル - アクティブリゾーツ岩手八幡平 - 松川温泉 -（八幡平樹海ライン）- 藤七温泉 - 八幡平頂上 - 黒谷地 - 茶臼口 - 御在所

季節によって運行時刻が異なる。

### 宮古地区
宮古地区の路線バスは2014年4月6日から、全車両にLED行先表示器と系統番号が表示されるようになった。

#### 岩泉・小本・田老方面（系路番号：A）
岩泉町内（A40番台）の現行路線については、岩泉町民バス#小本線を参照。

##### 宮古病院
A00番台
- A01：宮古駅前 - 佐原団地 - 宮古病院
- A02：宮古駅前 - 鍬ヶ崎下町 - 浄土ヶ浜 - 宮古病院

##### 休暇村・崎山
A10番台
- A11：宮古駅前 - 佐原団地 - 宮古病院 - 崎山ニュータウン
- A12：宮古駅前 - 佐原団地 - 宮古病院 - 休暇村宮古
- A13：宮古駅前 - 佐原団地 - 愛宕公園仮設団地 - 宮古病院 - 崎山ニュータウン
- A14：宮古駅前 - 佐原団地 - 愛宕公園仮設団地 - 宮古病院 - 休暇村宮古

A12は土・日・祝日運休。

##### 樫内・田老
A20番台
- A23：宮古駅前 - 佐原団地 - 宮古病院 - 田老駅前 - 三王三丁目
- A24：宮古駅前 - 佐原団地 - 宮古病院 - 神田 - 田老駅前 - 三王三丁目

東日本大震災以前は田老港が終点であった。

##### 小本
A30番台
- A31：宮古駅前 - 佐原団地 - 宮古病院 - 田老駅前 - 三王三丁目 - 道の駅たろう
- A32：道の駅たろう - グリーンピア三陸みやこ - 小本駅前
  - 従来はA31系統として宮古 - 小本の運行であったが、2024年3月1日のダイヤ改正で系統分割された。以降も運用上は通しで運行されているが、道の駅たろうで一旦運賃精算が必要になる。

#### 津軽石・重茂・船越 方面（系路番号：B）

##### 八木沢
B00番台
- B01：宮古駅前 - 磯鶏小学校前 - 八木沢団地
- B02：宮古駅前 - 宮古短大前 - 八木沢団地
- B03：宮古駅前 - 小山田 - 八木沢一丁目 - 八木沢団地
- B06：宮古駅前 - 宮古短大前 - 八木沢団地 - 磯鶏小学校前 - 実田一丁目 - 合同庁舎前 - 宮古駅前

##### 津軽石
B10番台
- B11：宮古駅前 - 市民会館前 - 商業校舎前 - 津軽石新町

##### 荷竹
B20番台
- B21：宮古駅前 - 市民会館前 - 荷竹公民館
- B23：荷竹公民館 → 川帳場 → 宮古駅前 → 西ヶ丘三丁目

##### 重茂
B30番台
- B31：宮古駅前 - 市民会館前 - 川帳場 - 重茂車庫 - 里
- B32：宮古駅前 - 市民会館前 - 川帳場 - 重茂車庫 - 里 - 石浜
- B34：重茂車庫 - 里 - 石浜
- B36：重茂車庫 → 川帳場 → 市民会館前 - 宮古駅前

1往復はヤマト運輸の宅急便を積載する貨客混載バスである。「106急行」で輸送されてきた宅急便をヤマト運輸宮古営業所で積み替え、重茂車庫でヤマト運輸の重茂地区担当ドライバーに引き渡す。

##### 船越
B40番台
- B41：宮古駅前 - 磯鶏 - 工業校舎 - 豊間根 - 柳沢 - 織笠大橋 - 船越駅前
- B43：宮古駅前 - 磯鶏 - 津軽石 - 豊間根 - 柳沢 - 織笠大橋 - 船越駅前 - 田の浜
- B45：宮古駅前 - 磯鶏 - 津軽石 - 豊間根 - 柳沢 - 山田病院 - 船越駅前 - 田の浜

一部はトイレ付き車両である。

#### 浄土ヶ浜方面（系路番号：C）

##### 奥浄土ヶ浜
C00番台
- C01：宮古駅前 - 鍬ヶ崎下町 - 前須賀
- C02：宮古駅前 - 鍬ヶ崎下町 - 奥浄土ヶ浜 - 浄土ヶ浜パークホテル前
- C03：宮古駅前 - 鍬ヶ崎下町 - 奥浄土ヶ浜

##### 宮古病院
C10番台
- C11：宮古駅前 - 鍬ヶ崎下町 - 浄土ヶ浜ビジターセンター - 宮古病院

#### 宮園・山口団地方面（系路番号：D）

##### 宮園団地
D00番台
- D01：宮古駅前 - 山口団地 - 宮園団地
- D02：宮古病院 - 宮古駅前 - 山口団地 - 宮園団地
- D03：荷竹 - 宮古駅前 - 山口団地 - 宮園団地

##### 落合
D10番台
- D11：宮古駅前 - 山口団地 - 宮園団地 - 田代 - 落合
- D12：宮古病院 - 宮古駅前 - 山口団地 - 宮園団地 - 田代 - 落合

#### 西ヶ丘・花輪方面（系路番号：E）

##### 西ヶ丘
E00番台
- E01：宮古駅前 - 近内口 - 西ヶ丘三丁目
- E02：宮古駅前 → 近内 → 西ヶ丘三丁目 → 長町二丁目 → 宮古駅前
- E03：宮古駅前 → 長町二丁目 → 西ヶ丘三丁目 → 近内 → 宮古駅前
- E04：宮古病院 - 佐原団地 - 宮古駅前 - 近内口 - 西ヶ丘三丁目
- E05：商業校舎前 - 市民会館前 - 宮古駅前 - 近内口 - 西ヶ丘三丁目

##### 花輪・長沢六組
E10番台
- E11：宮古駅前 - 近内口 - 千徳駅前 - 花輪支所前 - 長沢六組

##### 茂市
E20番台
- E21：宮古駅前 - 近内口 - 千徳駅前 - 茂市 - 湯ったり館

##### 岩船
E30番台
- E31：宮古駅前 - 近内 - 岩船

##### 技術専門学校
E40番台
- E41：宮古駅前 - 宮古一中前 - 堤ヶ丘団地 - 技術専門学校

#### 山田町内（系路番号：F）

##### 大浦
F00番台
- F01：旧大浦小学校 → 大浦漁協前 → 織笠大橋 → 山田病院 → 山田駅前
- F02：山田駅前 → 山田病院 → 織笠大橋 → 大浦漁協前
- F03：山田駅前 - 山田病院 - 織笠大橋 - 大浦漁協前

F01・F02はお盆・年末年始運休。

##### 浜川目・田子の木
F10・20番台
- F12：山田駅前 - 山田病院 - 山田高校前 - 田子の木
- F13：関口神社前 → 山田駅前 → 山田病院 → 山田高校前 → 田子の木
- F17：山田高校 → 山田病院 → 山田駅前 → 大沢 → 浜川目
- F18：田子の木 → 山田駅前 → 大沢 → 浜川目
- F19：浜川目 → 大沢 → 山田駅前 → 山田病院 → 山田高校前 → 田子の木
- F20：浜川目 → 大沢 → 山田駅前 → 山田病院 → 山田高校 → 田子の木

F17・F18・F19・F20はお盆・年末年始運休。

##### 田の浜
F30番台
- F31：山田駅前 → 山田病院 → 織笠大橋 → 船越駅前 → 田の浜
- F32：田の浜 → 船越駅前 → 織笠大橋 → 山田高校 → 山田病院 → 山田駅前
- F33：関口神社前 → 山田駅前 → 織笠大橋 → 船越駅前 → 田の浜
- F34：山田駅前 → 山田病院 → 織笠大橋 → 道の駅ふなこし → 船越駅前 → 田の浜
- F35：田の浜 → 船越駅前 → 道の駅ふなこし → 織笠大橋 → 山田駅前 → 関口神社前
- F36：山田駅前 - 関口神社前

F31はお盆・年末年始、F32・F33は日祝・お盆・年末年始運休。

### 一戸・九戸周辺

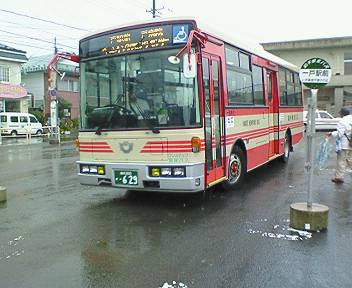
一戸駅前にて

#### 九戸地区
○印の路線は土・日・祝日運休。
- 伊保内営業所 -（オドデ館）- 白鳥 - 福岡川又 - 二戸駅
- ○伊保内営業所 - 白鳥 - 福岡川又 - 県立二戸病院
- ○ふれあい広場 - 伊保内営業所 - 瀬月内 - 葛巻中学校前
- 伊保内営業所 - 冷水 - 上円子 - 鎌屋敷 - 軽米新町
- オトデ館 - 冷水 - 上円子 -（鎌屋敷）- 軽米新町

##### 九戸村内循環バス
- 伊保内営業所 - 丸木橋 - 雪屋 - 五枚橋 - 一戸口 - 伊保内営業所 - 瀬月内 - 伊保内営業所 - ふれあい広場 - 伊保内営業所 - ふるさとの館
- 伊保内営業所 - ふれあい広場 - 丸木橋 - 雪屋 - 五枚橋 - 一戸口 - 伊保内営業所 - ふるさとの館 - 瀬月内 - 伊保内営業所
- 戸田支所前 - 伊保内営業所 - 丸木橋 - 雪屋 - 五枚橋 - 一戸口 - ふれあい広場 - 伊保内営業所
- ふるさとの館 - 伊保内営業所 - ふれあい広場 - 丸木橋 - 雪屋 - 五枚橋 - 一戸口 - 伊保内営業所 - 瀬月内 - 伊保内営業所
- 伊保内病院 - 東根 ※水曜日のみ運行。
- 伊保内病院 - 三沢 ※水曜日のみ運行。

#### 軽米地区
- 陸中大野 - 小軽米 - 軽米病院 - 軽米新町 - 軽米インター

JRバス東北が運行していた軽米線の廃止代替。南部支社が発売した乗車券類は使用できない。
2012年6月15日より、路線を軽米インターまで延長、一部便は高速バス「八盛号」に接続。運行を終了した高速バス「ウィンディ号」用車両は、朝に大野 - 軽米間を1往復してから同運用に就き盛岡へ向かっていた。

#### 一戸地区
- 一戸営業所 - 一戸駅 - イコオSC - 女鹿新田
  - JRバス東北が運行していた女鹿線の廃止代替。
- 一戸営業所 - 一戸駅 - イコオSC - 小鳥谷駅 - 上面岸
- イコオSC - 一戸駅 - 来田温泉 - 伊保内営業所
- イコオSC - 一戸駅 - 来田温泉
- 大越田 - イコオSC - 一戸駅 - 樋の口 - 中里 - 上小友
- イコオSC - 一戸駅 - 一戸町役場 - 中里 - 出ル町
- 一戸駅 - イコオSC - 御所野縄文公園 ※冬期運休。
- 二戸駅 - 一戸駅 - イコオSC - 中山 - 奥中山高原駅前 - いわて子どもの森

### 久慈地区
久慈市民バス（愛称「のるねっとKUJI」）を1路線のみの受託運行と、一般路線バスを1路線運行している。以下は、久慈営業所が担当している路線のみ掲載。

#### 大野線
- 主管は久慈営業所だが、平日の一部便は一戸営業所伊保内支所が担当する。

運行経路
- （碁石前 - ）久慈駅 - やませ土風館 - 門前 - 県立病院 - 久慈湊 - 夏井駅前 - 夏井板橋 - 角柄 - おおのキャンパス前 - 大野高校前 - 陸中大野

沿革
- 19xx年 - 国鉄バス軽米線金田一 - 久慈間65.4 km開業（北福岡 - 九戸通間は田子線）。
- 1998年 - 一部便が金田一温泉センター経由となる。
- 2002年12月1日 -「スワロー号」運行開始に伴い二戸 - 久慈間直通便廃止。軽米病院前または陸中大野駅で乗り換えとなる。
- 2005年4月1日 - 軽米病院前 - 陸中大野間廃止。岩手県北バスへ移管。

### 宮城県内
- 利府駅前 - イオンモール新利府南館

2021年2月15日からの臨時運行を経て、同年3月2日より運行開始。WAON・PayPay・LINE Pay・全国相互利用サービス対応の交通系ICカードでの運賃支払が可能だが、icscaは利用できない。

## 一般路線バス廃止路線

### 盛岡地区
- 盛岡バスセンター - 柳沢・馬返し（岩手山登山口）
- 大更駅前 - 焼走りキャンプ場
- 盛岡バスセンター - いこいの村
- 東八幡平交通センター - 八幡平トラウトガーデン
- 滝沢駅前 - 産業文化センター
- 滝沢駅前 - 野沢団地
- 滝沢駅前 - あすみ野
- 安比高原スキー場 - 細野・荒屋新町駅・田山スキー場
- 沼宮内営業所 - 好摩 - 西根ゲンデルランド
- 陸中寺田 - 一方井
- いわて沼宮内駅 - 大更駅前
- A01：盛岡バスセンター - 中央通二丁目 - 大通三丁目 - 盛岡駅前 - 田頭町 - 松尾鉱山資料館 - 八幡平頂上
- A05：八幡平蓬莱境 - 八幡平頂上 - 松尾鉱山資料館 - 八幡平ハイツ - 八幡平マウンテンホテル
- A06：八幡平蓬莱境 - 八幡平頂上 - 松尾鉱山資料館 - 田頭町 - 盛岡駅前 - 大通三丁目 - 中央通二丁目 - 盛岡バスセンター
  - 上記3路線は2019年夏季ダイヤをもって廃止。
- A83：プータロ - 八幡平ロイヤルホテル
- A84：八幡平ロイヤルホテル - 八幡平パノラマスキー場
- A85：八幡平ロイヤルホテル - 下倉スキー場
- B31：末代橋 - いわて沼宮内駅前 - 沼宮内病院 - 岩手町役場 - 大町 - 沼宮内営業所 - 中山 - 吉ヶ沢
- B32：末代橋 - いわて沼宮内駅前 - 大町 - 沼宮内営業所 - 中山 - 吉ヶ沢
  - 吉ヶ沢行きは2020年3月31日をもって廃止。
- B34：二ツ森 - 川口駅前 - 末代橋 - いわて沼宮内駅前 - 大町 - 沼宮内営業所 - 中山 - 奥中山高原スキー場
- 陸中岩瀬張 - 陸中板橋 - 城山
  - 2017年10月1日の岩手町の公共交通見直しに伴い廃止。城山 - 陸中板橋間はJRバス東北（平庭高原線）との競合区間であり、陸中板橋はJRバスと停留所が異なっていた。そのため2008年11月の平庭高原線の運賃改定の際は盛岡駅 - 陸中板橋間は運賃改定から除外された。系統番号は、陸中大渡先回りがB52、陸中板橋先回りがB53・B54がそれぞれ付番されていた。
- B62：いわて沼宮内駅前 - 森のアリーナ - 横田橋 - 新田口 - 一方井 - 上一方井
- B86：沼宮内営業所 - 城山 - 大町 - いわて沼宮内駅前 - 沼宮内病院 - 岩手町役場 - いわて沼宮内駅前
- C02：盛岡駅前 - 上堂 - 盛岡農業高校前 - 盛岡大学
- C05：盛岡大学 - 盛岡農業高校前 - 上堂 - 盛岡駅西口 - アイーナ前
- C31：盛岡バスセンター - 映画館通り - 盛岡駅前 - 上堂 - 盛岡農業高校前 - 県立大学 - 盛岡大学
- C32：盛岡駅前 - 上堂 - 盛岡農業高校前 - 県立大学
- C33：盛岡大学 - 県立大学 - 盛岡農業高校前 - 上堂 - 盛岡駅前 - 映画館通り - 盛岡バスセンター - 川目
- C34：盛岡バスセンター - 映画館通り - 盛岡駅前 - 上堂 - 中巣子 - 県立大学 - 盛岡大学
- C36：盛岡大学 - 県立大学 - 中巣子 - 厨川駅
- C41：盛岡バスセンター - 映画館通り - 盛岡駅前 - 上堂 - 盛岡農業高校前 - 県立大学
- C44：盛岡バスセンター - 映画館通り - 盛岡駅前 - 上堂 - 山田医院前 - 県立大学 - 盛岡大学
- C45：盛岡バスセンター - 映画館通り - 盛岡駅前 - 上堂 - 山田医院前 - 県立大学 - 滝沢駅前
- C46：川目 - 盛岡バスセンター - 映画館通り - 盛岡駅前 - 上堂 - 山田医院前 - 県立大学 - 滝沢駅前
- C47：盛岡バスセンター - 映画館通り - 盛岡駅前 - 上堂 - はんの木団地 - 県立大学 - 盛岡大学
- C51：滝沢駅前 - 山田医院前 - 巣子 - 上堂 - 岩手高校前 - 商工中金前 - 盛岡バスセンター
  - 滝沢駅前・県立大学発着便は2020年4月17日をもって廃止。
- C63：県立大学 - 滝沢駅前 - 松園一丁目
- C64：盛岡農業高校 → 県立大学 → 滝沢駅前
- D03：厨川駅 - 運動公園北口 - 県営体育館 - 青山駅 - 上堂 - 盛岡駅西口 - イオンモール盛岡南
- D11：厨川駅 - 運動公園北口 - みたけ五丁目 - 盛岡北高校前 - 滝沢ふるさと交流館
- D12：滝沢ふるさと交流館 - 盛岡北高校前 - みたけ五丁目 - 北陵中学校前 - 厨川駅
- E31：盛岡バスセンター - 映画館通り - 盛岡駅口 - 盛岡駅西口 - イオンモール盛岡南 - 盛岡南営業所
- E32：盛岡バスセンター - 映画館通り - 盛岡駅口 - 盛岡駅西口 - イオンモール盛岡南
  - 2020年4月17日をもって廃止。
- E33:アイーナ前 - 盛岡駅西口 - イオンモール盛岡南
  - 2014年11月30日をもって廃止。
- E43：盛岡駅西口 - イオンモール盛岡南
- E11：厨川駅 → 三馬橋 → 箱清水 → 三高前 → 高松の池口 → 県立中央病院 → 映画館通り → 盛岡駅口 → 盛岡駅西口 → アイーナ前
  - 2017年4月15日より片道のみの、2018年4月より平日のみの運行となった。
- F20番台：安比リゾート・ホテル地区
- F02：盛岡バスセンター - 盛岡駅西口 - （東北自動車道） - ホテル安比グランド - 安比高原スキー場 - 安比グランドアネックス
  - F21：安比高原駅 - 安比高原スキー場 - 安比ヴィラ3
  - F22：安比高原スキー場 - 安比ヴィラ3
  - F23：ホテル安比グランド - 安比高原スキー場 - 安比ヴィラ3
- F30番台：安比 - 八幡平
  - F31：（岩手きずな号連絡バス）おらほの温泉 - 大更上町 - 平館駅前 - 安比高原スキー場

### 宮古地区
- A0：宮古駅前 - 佐原団地 - 宮古病院
- B22：宮古駅前 - 河南中学校前 - 荷竹農村公園
- 田老駅 - 真崎
- 宮古駅 - 龍泉洞前
- 宮古駅 - 女遊戸（旧道）
- 田の浜 - タブの木荘
- 長沢六組 - 神倉
- B41：宮古駅前 - 磯鶏 - 津軽石 - 豊間根 - 柳沢 - 山田中央町 - 船越駅前
- B42：豊間根 → 川帳場 → 市民会館前 → 宮古駅前
- 船越駅前 - マリンパーク山田
- 山田駅前 - 小谷鳥・大浦漁協前
- 浜川目・田代 - 田子の木
- 関口神社前 → 四十八坂 → 浜川目
- 関口神社前 - 船越駅前
- 浜川目 - 田の浜
- F03：浜川目 - 山田中央町 - 山田高校前 - 田子の木
- F05：関口神社前 - 山田中央町 - 山田高校前
- F06：浜川目 - 柳沢 - 山田中央町 - 細浦
- F07：柳沢 - 山田中央町 - 山田高校前 - 田子の木
- F11：浜川目 - 山田中央町 - 山田南小学校 - 船越駅前 - 田の浜 - タブの木荘
- F34：仮設診療所 - 柳沢 - 山田中央町 - 大浦漁業前
- A43：高松公民館前 - 小本駅前 - 道の駅いわいずみ - 森の越 - 岩泉病院 - 岩泉駅前
- A44：外川目口 - 旧小本支所入口 - 小本駅前
- A46：小本駅前 - 大芦 - 田野畑駅前
  - 三陸鉄道北リアス線被災による救済として運行開始、同線運行再開後の2015年9月30日をもって廃止。
- A47：外川目口 - 旧小本支所入口 - 小本駅前 - 道の駅いわいずみ - 森の越 - 岩泉病院 - 岩泉駅前
- A48：外川目口 → 旧小本支所入口 → 小本駅前 → 高松公民館前
- A21：宮古駅前 - 佐原団地 - 宮古病院 - 田老駅前 - グリーンピア三陸みやこ
- A22：宮古駅前 - 佐原団地 - 愛宕公園仮設団地 - 宮古病院 - 樫内仮設住宅前

### 一戸・九戸周辺
- 軽米 - 鶴飼
- 軽米 - 小軽米 - 民田山
- 伊保内営業所 - 八戸ラピアバスターミナル
  - 八盛号の出入庫系統で、九戸IC - 八戸IC間は高速道経由であった。八盛号の運用見直しにより2015年3月31日をもって廃止。
- 一戸営業所 - 一戸駅 - イコオSC - 根反（野磯鶏）
  - 2016年3月31日をもって廃止。

## 受託運行路線

### 一戸町デマンド交通

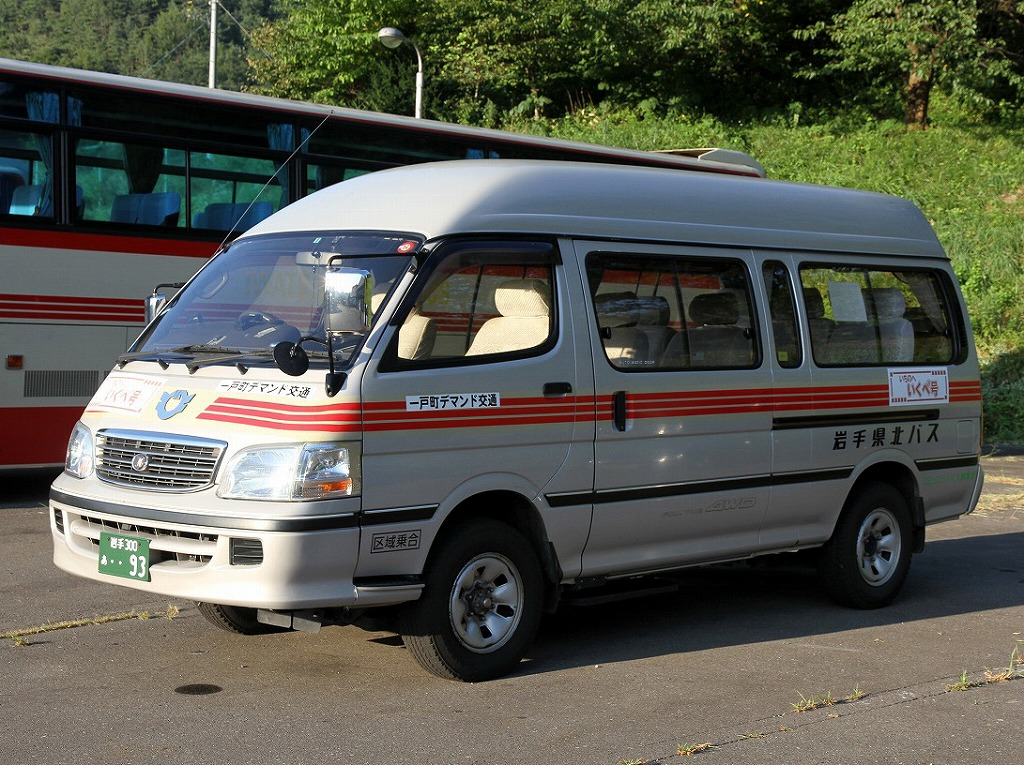
一戸町デマンド交通「いちのへ いくべ号」専用車 トヨタ・ハイエース

一戸町のデマンド交通「いちのへ いくべ号」の運行を地元タクシー会社とともに担当している。実際の運行主体は有限責任事業組合一戸町デマンド交通であり、岩手県北自動車はその構成員として運行に携わる。
車両は専用のワンボックスカー（トヨタ・ハイエース）が使用されており、「いちのへ いくべ号」で運用される5代目ハイエースには御所野遺跡のラッピングが施されている。

### カワトクスーパーシャトル

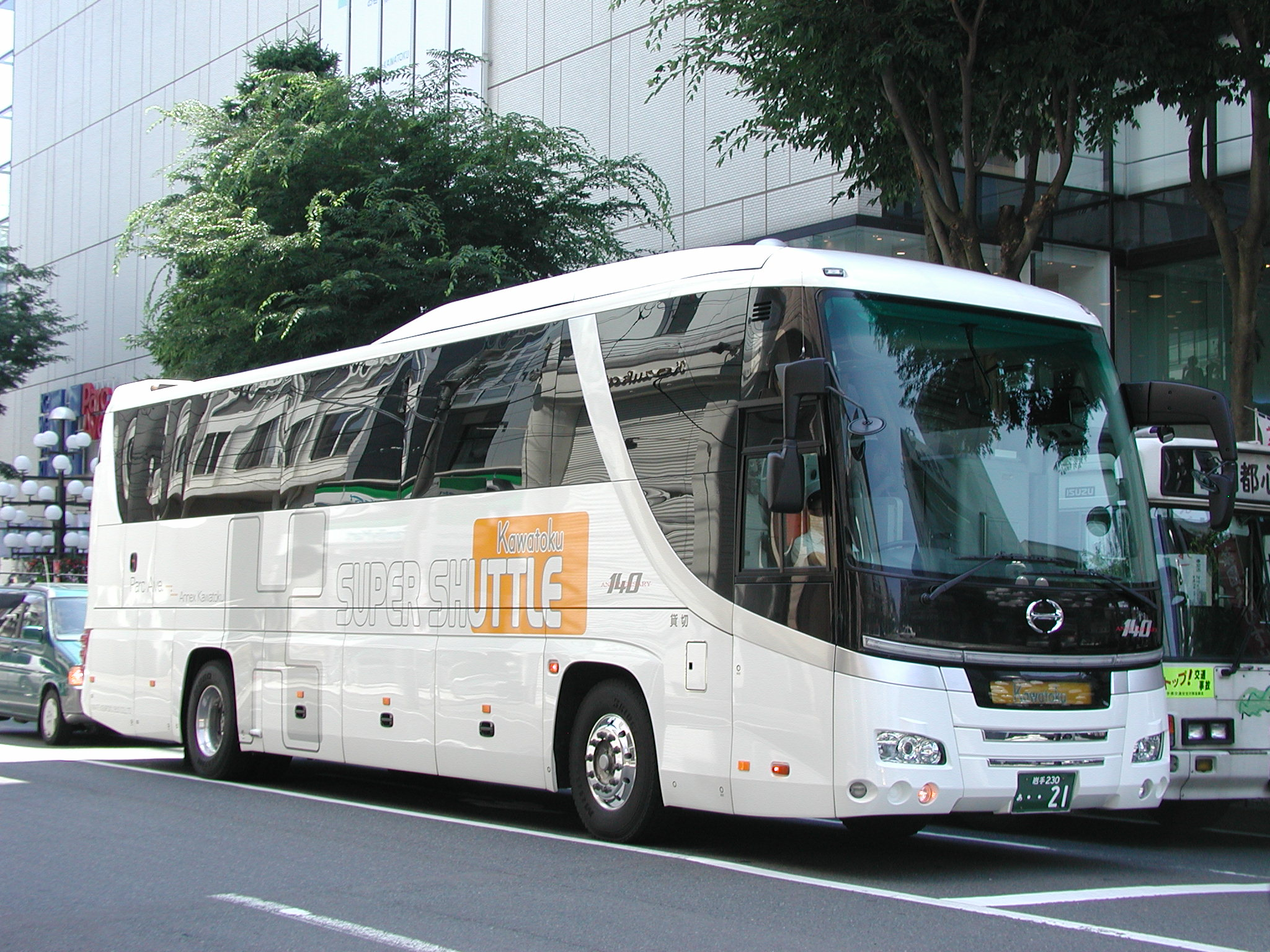
「カワトクスーパーシャトル」2代目専用車両。のちアーバン号などへ転用される。パルクアベニューカワトク付近にて

盛岡市街中心部の百貨店「パルクアベニューカワトク」と系列の別館「アネックスカワトク」とを結ぶ、川徳友の会会員・カワトクカード会員専用の無料送迎バス「カワトクスーパーシャトル」の運行を盛岡営業所が受託しており、専用塗装の車両を1台使用していた。
1991年運行開始。2020年3月に新型コロナウイルス感染対策の一環で運休を余儀なくされ、同年6月30日をもって「カワトクスーパーシャトル」は廃止された。
- 専用車両
  - 初代車両：日野・セレガGJ。代替後はExper塗装に変更され貸切車に転用、その後廃車。
  - 2代目車両（2006年より）：日野・セレガSHD（車載テレビ搭載）。代替後は盛岡南営業所に転属し、専用塗装を一部変更した上で都市間バスとして運用されている。
  - 3台目車両（2014年より）：日野・セレガハイブリッド。運行終了後は仙台宮城営業所へ転属し、2021年8月に専用塗装に変更され貸切車として運用されている。

### 八幡平市コミュニティバス
八幡平市コミュニティバスのうち、西根・松尾地区の路線を担当している。車両は一般路線で使用していた車両をラッピングの上、専用車に転用している。詳細は八幡平市コミュニティバスを参照。

## Jリーグ関連輸送
サッカーJ3リーグのいわてグルージャ盛岡のスポンサーであり、「岩手県北観光」名義でユニホームの袖スポンサーも務める。2014年6月から盛岡地区の各路線でグルージャ盛岡ラッピングバスの運行を開始した。試合開催日には盛岡駅西口 - 盛岡南公園球技場（E42系統）に優先充当される。
また2015年に開設された仙台宮城営業所では、仙台セントラルバスよりJ1リーグのベガルタ仙台選手専用車を引き継ぎ、ベガルタ仙台の選手輸送を行っているほか、貸切バスブランド「みちのりバス東北」名義でパートナーを務めているWEリーグ・マイナビ仙台レディースの選手輸送を2021年8月より担当し、専用塗装の車両を保有している。どちらの選手専用車も、試合がない時期については一般貸切車として使用することも可能である。

## 車両

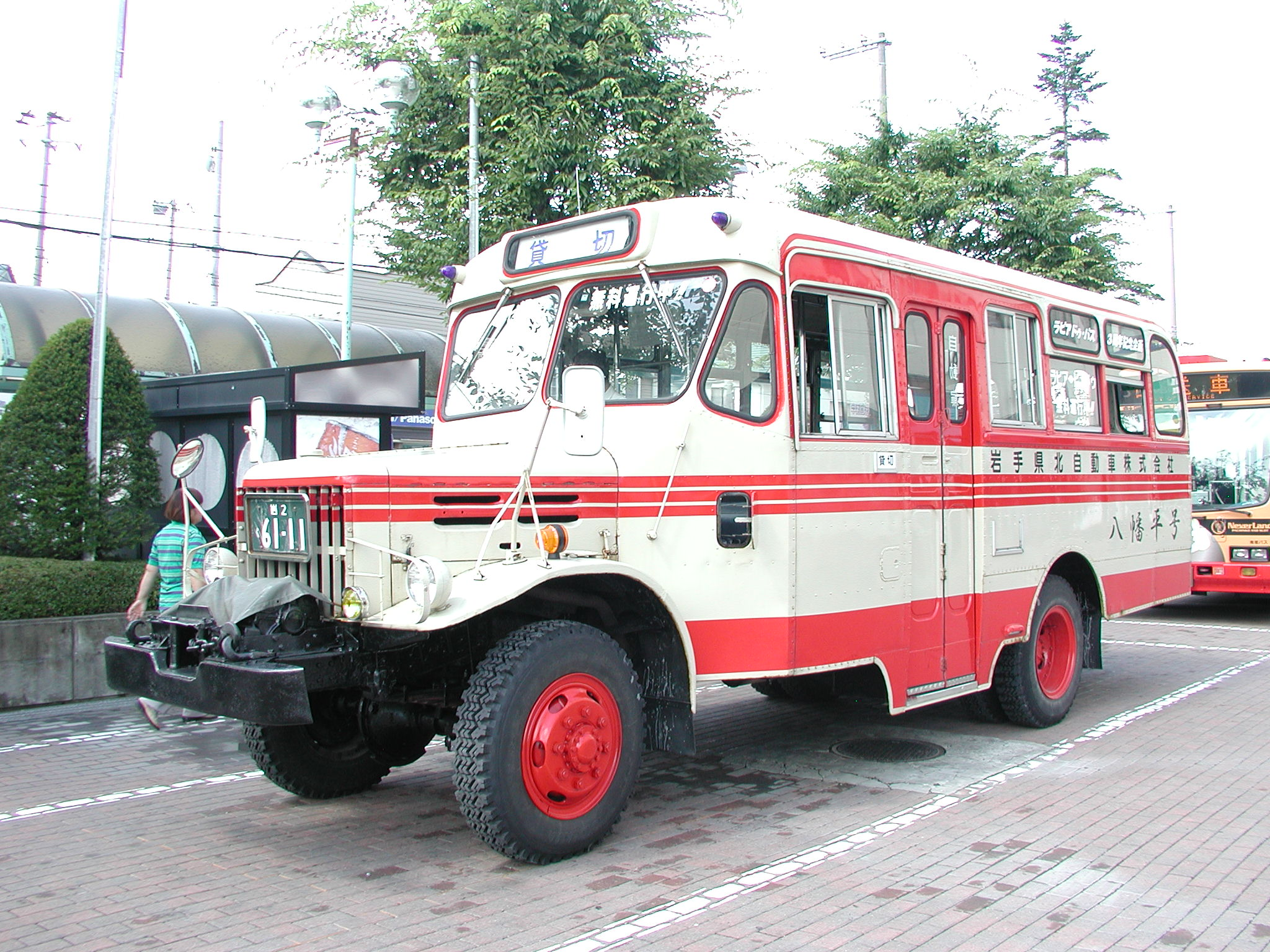
ボンネットバス「八幡平号」（いすゞ・TSD40改）

### 導入メーカー
かつては日野製とUDトラックス（旧：日産ディーゼル）製が主体で、車両の導入は自社発注車両のみであったが、みちのりHDの傘下に入ってから「平均車齢を若返らせる方が経営上メリットが大きい」との観点から、新車導入だけではなく移籍車の導入も開始された。これに伴い、1950年代にボンネットバスを導入して以来 導入実績のなかった三菱ふそう製の車両導入を再開しており、「BEAM-1」専用車として新型三菱ふそう・エアロクィーンが導入された。中古車では東急バスから三菱ふそう・エアロスターノンステップバス、同じくみちのりHDの傘下に入った福島交通から三菱ふそう・エアロバス、京王電鉄バスから日産ディーゼル・スペースランナーJP の中古車が移籍している。そのため現在は岩手県交通と同様に国内4メーカーの車両を使用している。

### 路線車
路線バス車両は1980年頃からエアサス装備の前扉車（トップドア車）に統一されてきた が、1993年頃から前中扉の車両も導入されている。2011年にはノンステップバスとしては初の新車として日野・レインボーIIが導入された。
また、2011年には大阪市交通局から東日本大震災の復興支援活動として路線バス車両が無償譲渡された。この車両は譲渡前に釜石市への支援輸送を行った後、大阪市現地災害対策本部として現地（釜石市）に留め置かれていたもので、重茂車庫に配属され、2015年には貨客混載バスに改造されて使用されている。
路線バスにおけるベビーカー乗車は、ベビーカーマークが貼付された車両や「106急行」で利用できる。

### 高速車
高速車（「106急行」の車両を含む）は、一時期は赤色三本帯の上に水色の帯が追加されていたが、現在は一般路線バスと同様の赤色三本帯に戻されている。
2018年には、三菱ふそう・エアロエースの1台が標準色から「みちのりエクスプレス (MEX)」デザインへ塗装変更された。デザインはえちごトキめき鉄道「えちごトキめきリゾート雪月花」などを手がけた川西康之が担当し、シャンパンゴールドを基調に、みちのりオレンジでエントランスを包み込んだものとなっている。本デザインは後に茨城交通や日立電鉄交通サービスでも導入されている。「みちのりエクスプレス (MEX)」デザイン車の社名表示は、本社所属車両・南部支社所属車両共通で「岩手県北バス Northern Iwate Transportation」の表記であるが、スカニア・アストロメガのみ、社章と「岩手県北バス」の組み合わせ表記となっている。

### 貸切車
エリア内に観光地が多いため貸切車の台数は比較的多く、1993年時点では「北東北随一の規模」と雑誌で紹介されていた。2008年頃までは2階建バスの日野・グランビューも在籍していた。また、2010年に観光バス部門を廃業した都自動車からいすゞ・ガーラ、日産ディーゼル・スペースアローが中古車として移籍している。
仙台宮城営業所の貸切車のカラーリングは、岩手県内の営業所所属の貸切車のカラーリングとは若干異なり、当初は側面の「Exper」ロゴからみちのりHDのロゴに変更しているほか、社名表示も「IWATE KENPOKUBUS」「岩手県北観光」から「MICHINORI GROUP」へ変更された。みちのりバス東北へのブランド変更後は、南部支社貸切部の車両ともども、側面の「Exper」ロゴからみちのりバス東北独自のロゴへ、社名表示も「IWATE KENPOKUBUS」「岩手県北観光」から「MICHINORI BUS TOHOKU」「みちのりバス東北」へ変更されている。
また、冬季積雪時の八幡平地区の運行に備え、四輪駆動の1968年式ボンネットバス「八幡平号」（TSD40改）が1台在籍しているのも特徴である。同車両は冬季以外は盛岡市内の定期観光バスや他地区でのイベント用に使用されることもある。

### ナンバープレート
2014年11月17日からはご当地ナンバーの「盛岡」ナンバー導入に伴い、盛岡営業所・盛岡南営業所・八幡平営業所への新車、他事業者からの譲受車、他営業所からの転入車は「盛岡」ナンバーで導入されている。なお、沼宮内支所が所在する岩手郡岩手町は「岩手」ナンバーエリアであるが、同支所に常駐する車両も所属は八幡平営業所であるため「盛岡」ナンバーとなる。「岩手」ナンバーエリアとなる沿岸地区・県北地区の各営業所では、新車および他事業者からの譲受車は従来通り岩手ナンバーでの導入となり、盛岡営業所・盛岡南営業所・八幡平営業所からの「盛岡」ナンバー転入車も「岩手」ナンバーで再登録される。仙台宮城営業所所属車両は当初、営業所が多賀城市に所在したため「宮城」ナンバーであったが、仙台市に移転したことにより「仙台」ナンバーに再登録されている。
県北バスでは車両に車番を付与しておらず、登録番号（ナンバープレートの数字）で車両を管理しているため、ナンバーエリアを跨いで転属した車両は、元のナンバーと同じ数字になるよう希望ナンバー制度により再登録している（初期に転属した一部車両などを除く）。盛岡地区より一時的に南部支社へ貸し出された車両は貸出時に「八戸」ナンバー（払い出し）で再登録され、返却された際には貸出前に使用していた番号を希望ナンバーで再登録している。

### 南部支社の車両

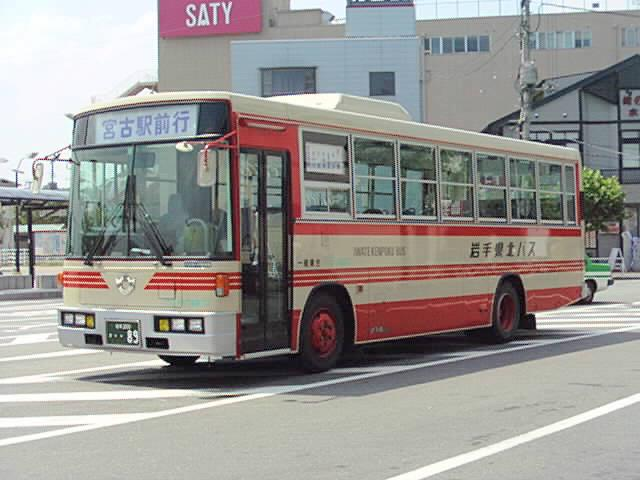
一般路線バス（ワンステップ） 日産ディーゼル・RM KC-RM211GSN
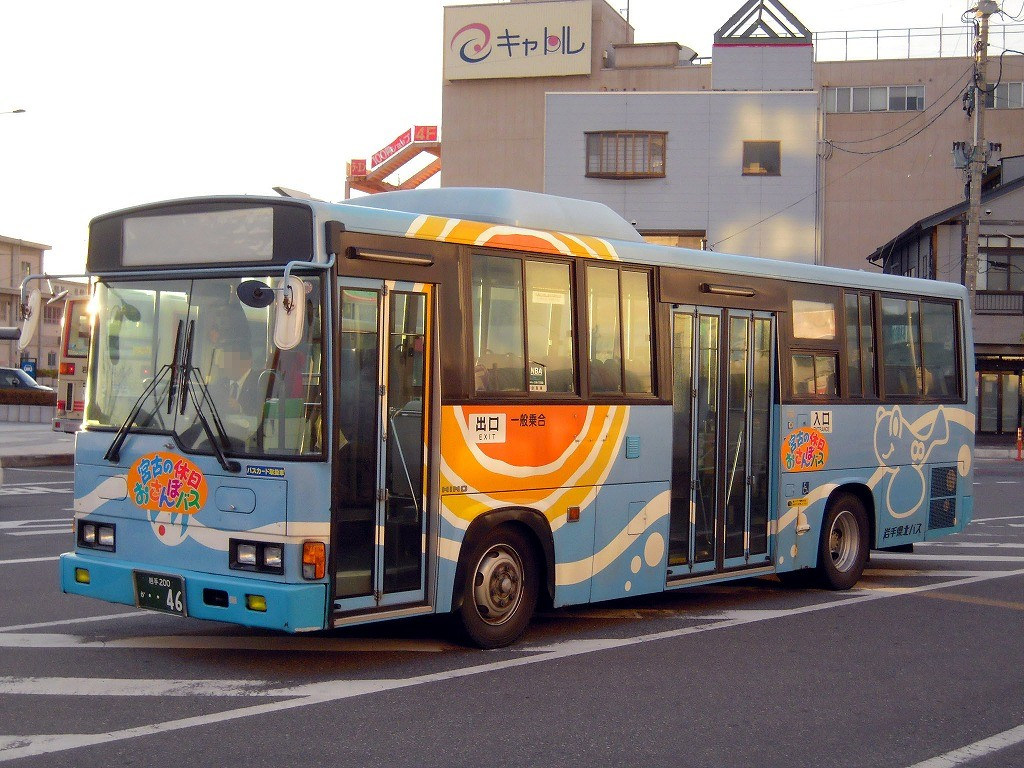
一般路線バス（ワンステップ・宮古地区特別塗装） 日野・レインボーRJ KK-RJ1JJHK
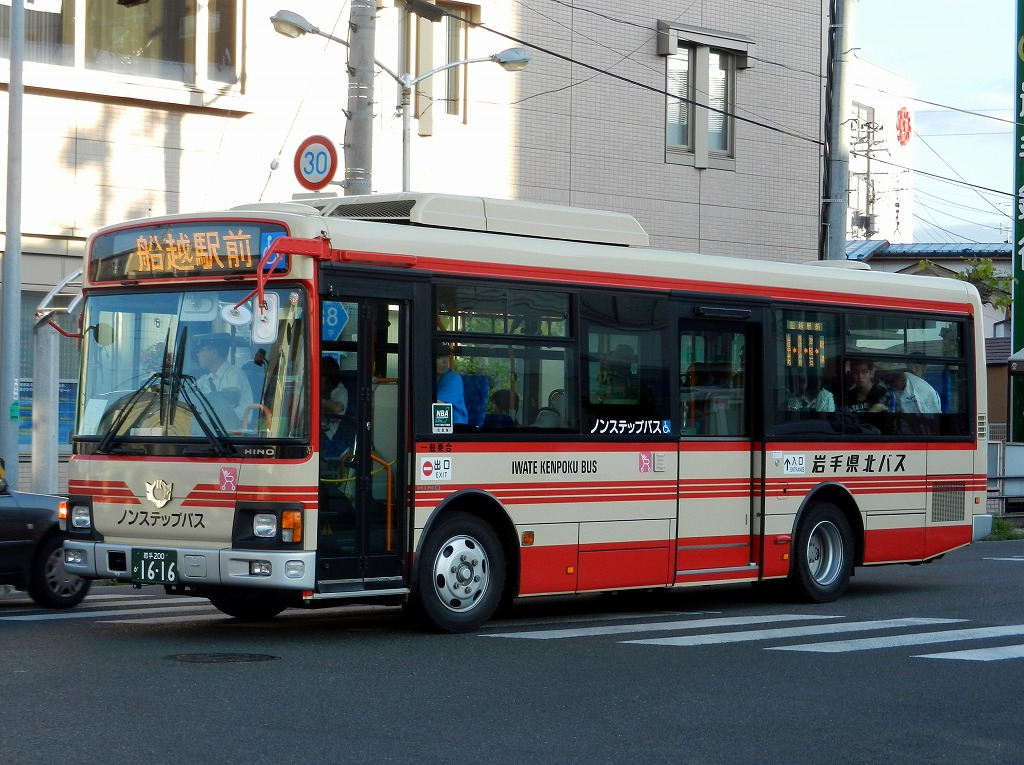
一般路線バス（ノンステップ） 日野・レインボーII PDG-KR234J2
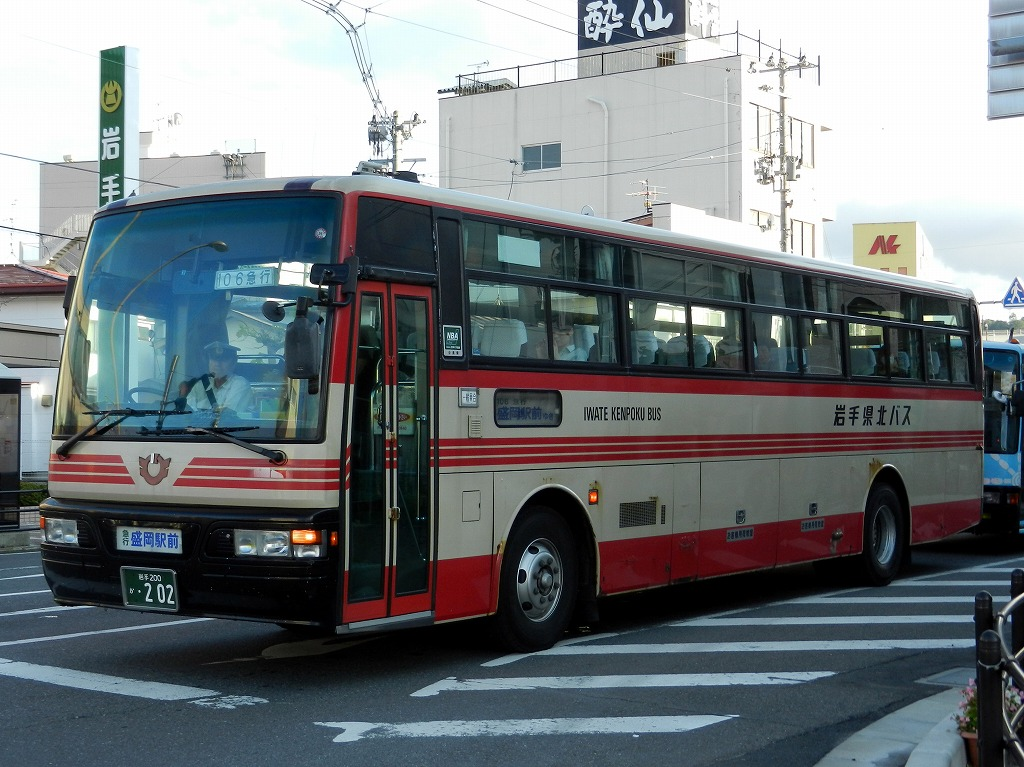
106急行バス・高速バス専用車 日産ディーゼル・スペースアロー KC-RA531RBN 富士重工7M車体
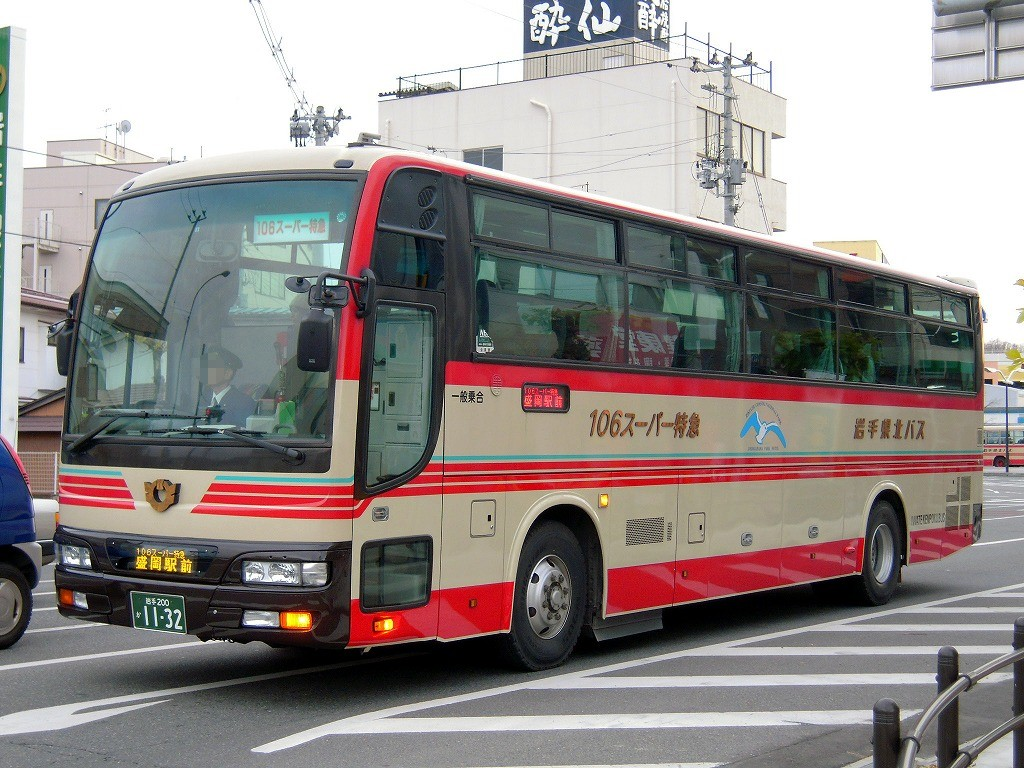
106スーパー特急専用車 日産ディーゼル・スペースウィング PKG-RA274RBN 西工SD型02MC車体
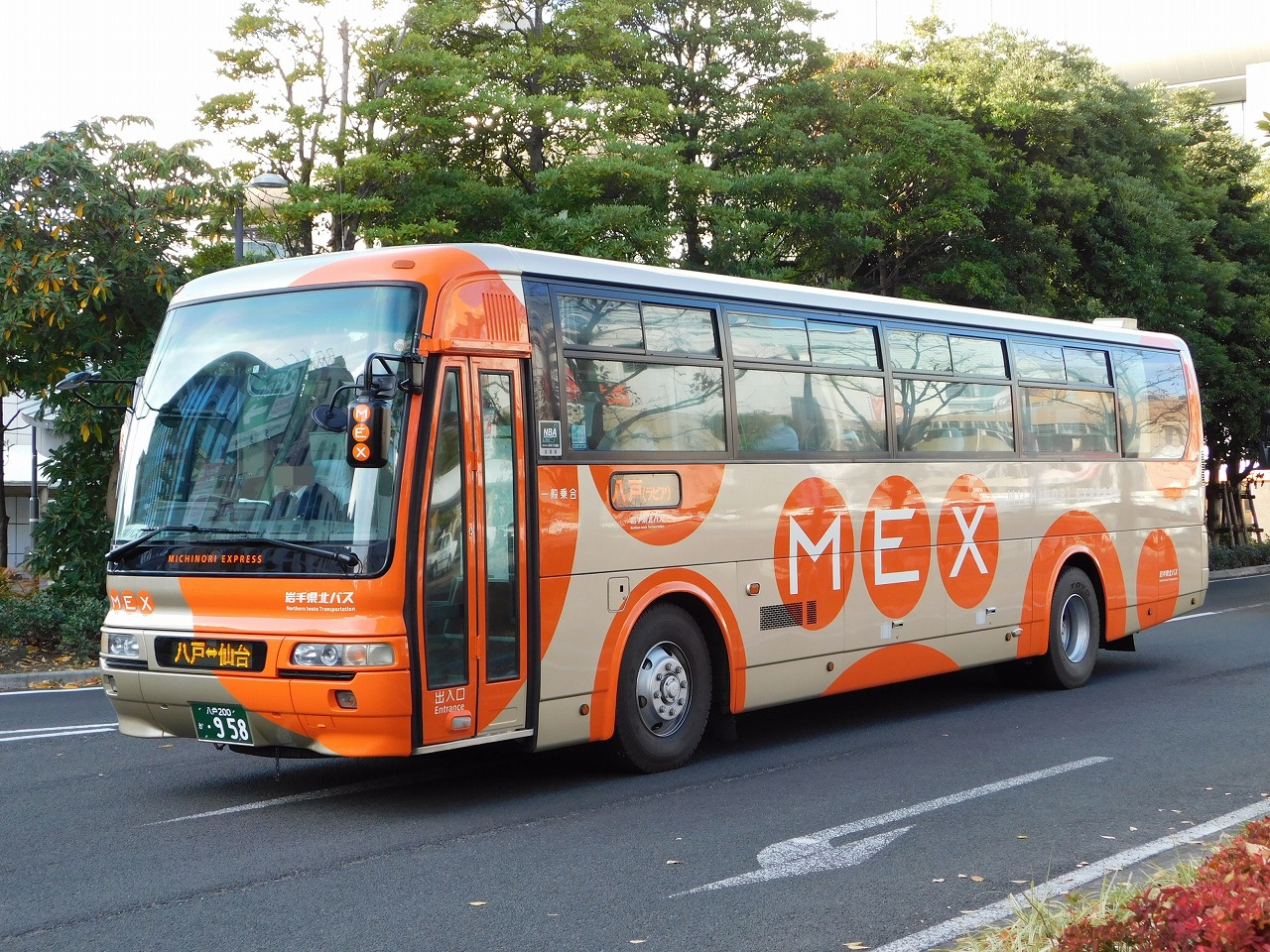
みちのりエクスプレス（MEX）塗装（南部支社八戸営業所所属車両） 三菱ふそう・エアロバス
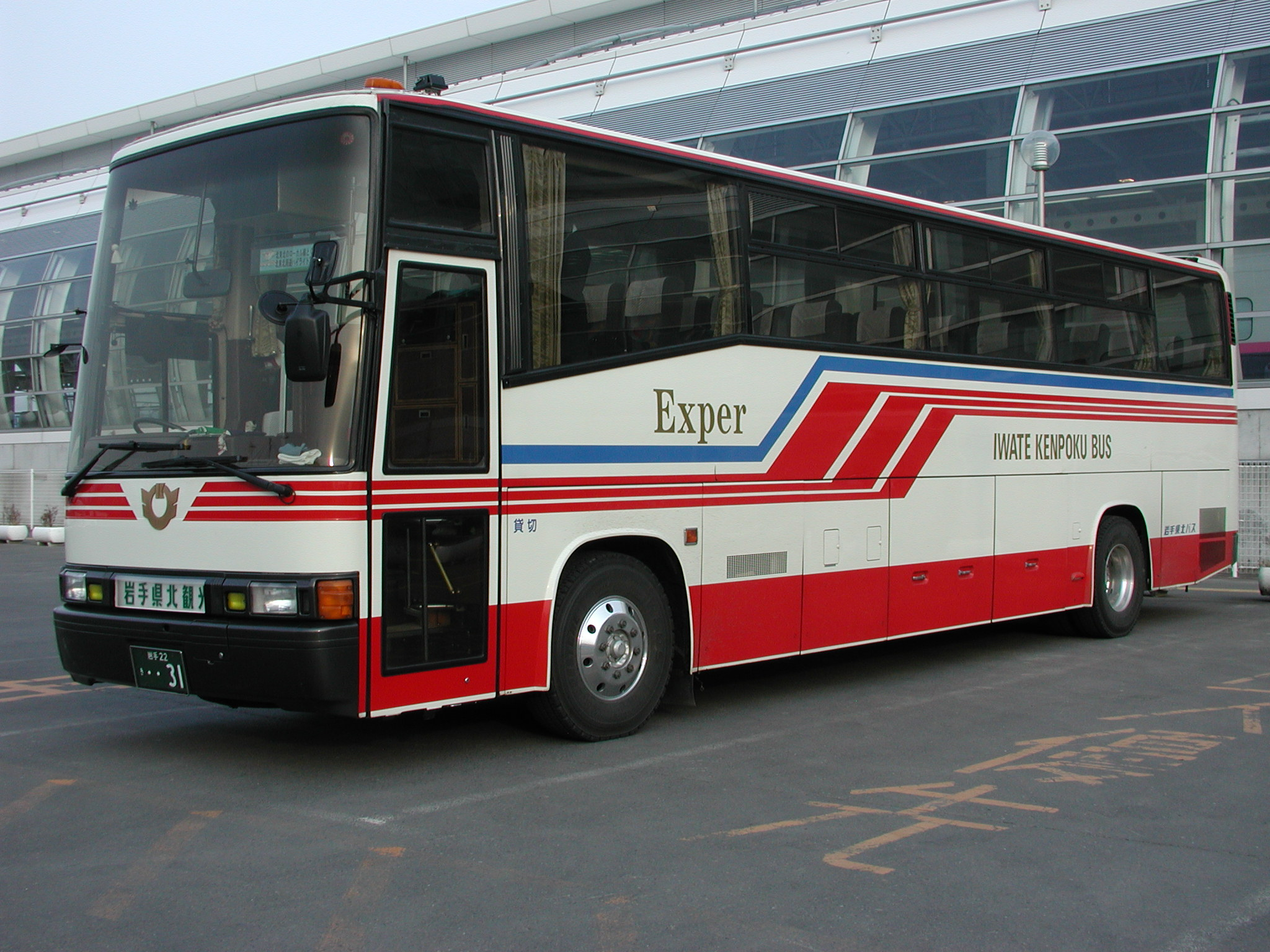
観光貸切塗装「エクスパー」 日野・ブルーリボン P-RU638BB
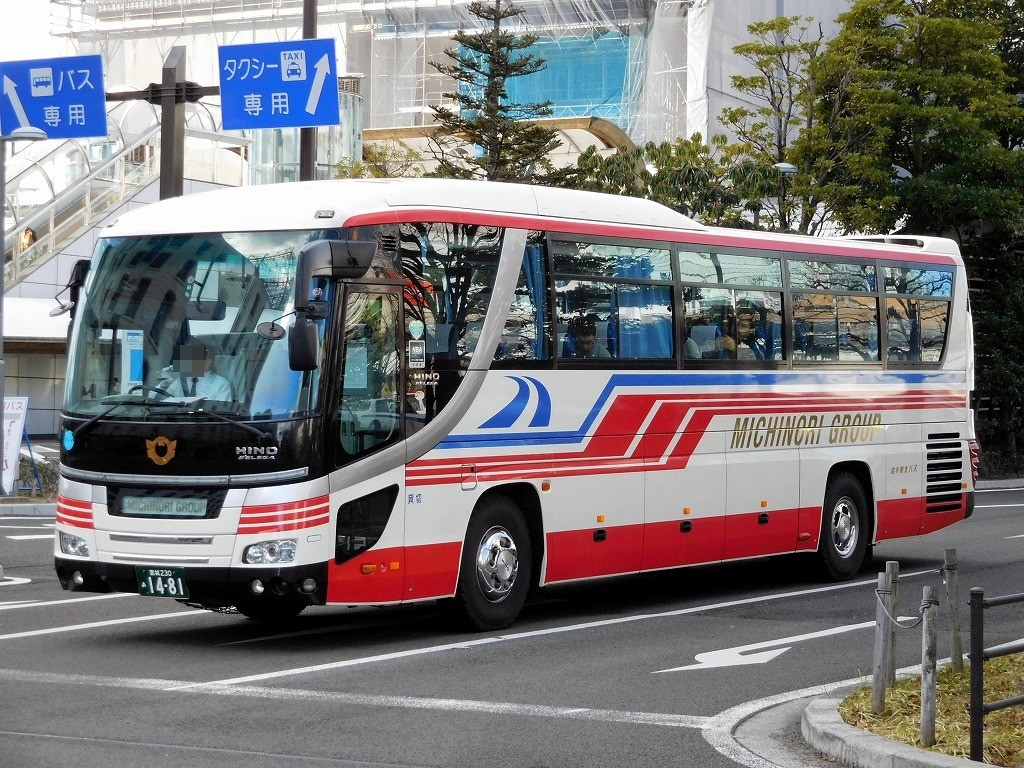
観光貸切塗装（仙台宮城営業所所属車両） 日野・セレガ PKG-RU1ESAA 盛岡営業所より転属したため、同じ番号を宮城ナンバーで再登録している。

## 船舶事業

### みやこ浄土ヶ浜遊覧船

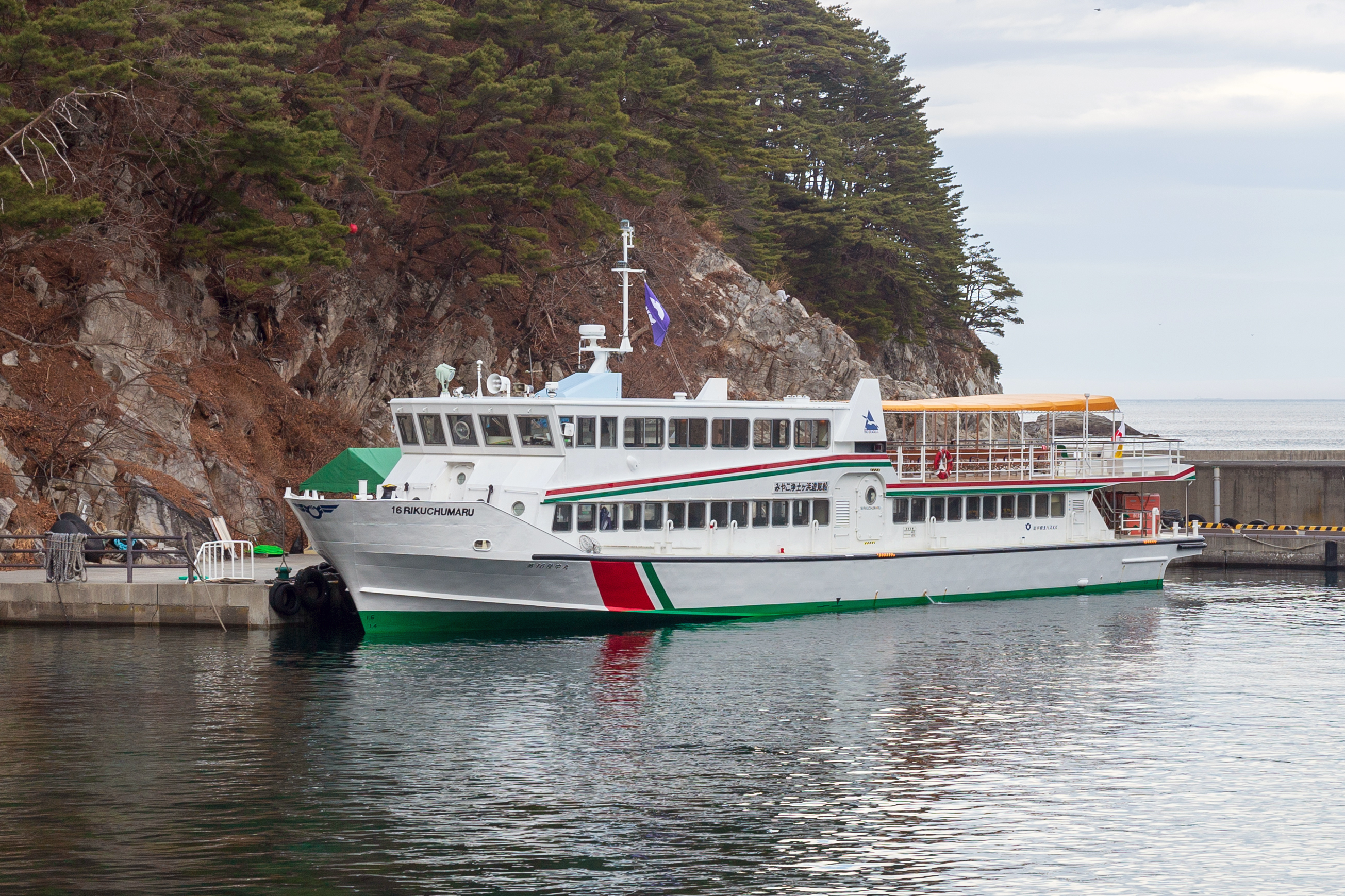
第16陸中丸

1955年、県北バスの営業エリアの大半が陸中海岸国立公園（現：三陸復興国立公園）として指定されたのを契機に、県北バスは観光輸送へ注力するようになった。
県北バスによる「みやこ浄土ヶ浜遊覧船」の事業は1962年（昭和37年）に始まり、加えて宮古 - 田老 - 島の越 - 普代航路、山田 - 船越航路といった陸中海岸での船舶事業を展開した。1969年にはウミネコの餌付けに成功、名物ともなる「ウミネコパン」がこの時に登場した。
しかしその後、観光ニーズの多様化や団体客の減少によって次第に利用が低迷するようになり、最盛期には10隻が運航されていたものが3隻まで減船された。2011年の東日本大震災では「第15陸中丸」と「かもめ」が被災して廃船となり、同年7月から「第16陸中丸」のみで運航を再開したものの、残った「第16陸中丸」も老朽化が進行し、また運航スタッフの高齢化に加えて赤字が常態化していたため、事業継続を断念し2021年1月11日に運航を終了した。「第16陸中丸」はその後、香川県の貿易会社に売却された。

#### 航路
2006年時点の航路は下記の通りである。
- 浄土ヶ浜島めぐり

浄土ヶ浜発着の周回航路。12 km、所要時間40分。
- 浄土ヶ浜 - 田老

4月 - 10月の季節運航。22 km、所要時間40分。
- 山田 - 大島

夏期運航、所要時間13分。
- 北山崎めぐり

島越発着の周回航路。20 km、所要時間45 - 50分。当初は直営だったが、後に株式会社陸中たのはたによる運航となった。

#### 船舶
- 第一陸中丸[165]

1962年6月進水、本郷造船鉄工建造、木造
88.33総トン、登録長22.00 m、型幅5.00 m、型深さ5.50 m、ディーゼル2基、機関出力360 ps、航海速力11.00ノット、旅客定員平水230名・沿海140名
- 第二陸中丸[166]

1963年7月竣工、墨田川造船建造、木造
136.43総トン、登録長13.00 m、型幅5.78 m、型深さ2.10 m、ディーゼル1基、機関出力180 ps、航海速力9.00ノット、旅客定員平水350名・沿海270名
- 第三陸中丸[167]

1964年6月竣工、墨田川造船建造、木造
91.64総トン、登録長22.50 m、型幅5.23 m、型深さ1.95 m、ディーゼル2基、機関出力360 ps、航海速力11.5ノット、旅客定員220名
- 第六陸中丸[168]

1969年6月進水、78総トン
- 第七陸中丸[169]

1969年8月竣工、96.82総トン、登録長24.91 m、型幅5.39 m、型深さ2.25 m、ディーゼル2基、機関出力720 ps
- 第8陸中丸[170]

1973年6月竣工、1982年改装、墨田川造船建造
146.39総トン、全長28.40 m、型幅5.30 m、型深さ2.28 m、ディーゼル、機関出力420 ps、航海速力11.50ノット、旅客定員309名
- 第十陸中丸[169]

1975年7月竣工、東海ボート建造、FRP製
77.62総トン、登録長22.35 m、型幅5.30 m、型深さ2.28 m、ディーゼル2基、機関出力494 ps
- 第12陸中丸[170]

1981年4月竣工、墨田川造船建造
191.16総トン、全長32.50 m、型幅6.30 m、型深さ2.53 m、ディーゼル、機関出力720 ps、航海速力13.32ノット、旅客定員400名
- 第15陸中丸[170]

1986年4月竣工、墨田川造船建造、船舶整備公団共有
109総トン、全長32.50 m、型幅6.30 m、型深さ2.54 m、ディーゼル2基、機関出力720 ps、航海速力13.45ノット、旅客定員423名
- 第16陸中丸[170]

1988年4月竣工、墨田川造船建造、船舶整備公団共有
109総トン、全長32.80 m、型幅6.30 m、型深さ2.54 m、ディーゼル2基、機関出力720 ps、航海速力13.70ノット、旅客定員423名
- 第17陸中丸[169]

1980年3月竣工、松川造船建造、FRP製
46.79総トン、登録長18.12 m、型幅4.68 m、型深さ1.73 m、ディーゼル1基、機関出力240 ps
- かもめ[164]

18.00総トン、航海速力8.2ノット、旅客定員50名
- ちどり丸[164]

18.25総トン、航海速力7.7ノット、旅客定員36名

### 宮古うみねこ丸

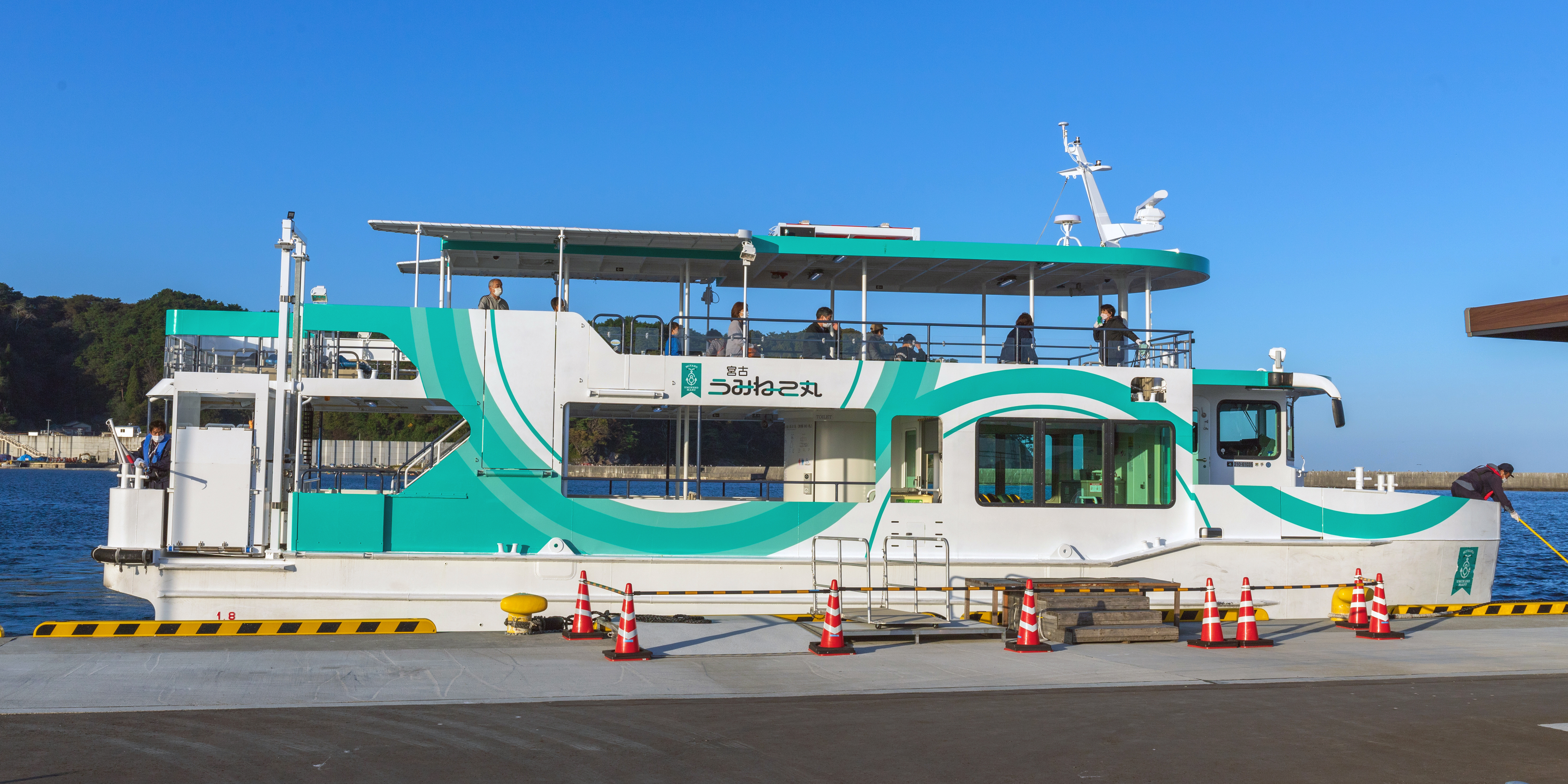
宮古うみねこ丸（宮古港出崎埠頭）

みやこ浄土ヶ浜遊覧船の運航終了が公表された後、地元の宮古市は「浄土ヶ浜観光には遊覧船が必要である」として、新たに船を建造して遊覧船航路を維持することを決定した。事業の運営は民間に委託することとなり、委託先の事業者を公募した結果、県北バスが選定された。
新しい遊覧船は「宮古うみねこ丸」と命名され、2022年7月17日に就航した。宮古市から県北バスに船が貸与される形で運航される。

#### 運行経路
- 宮古港出崎埠頭 → 浄土ヶ浜 → 宮古港出崎埠頭

1日7便運航。出崎埠頭→浄土ヶ浜間のみ、浄土ヶ浜→出崎埠頭間のみの乗船も可能。

## 関連会社
- 浄土ヶ浜パークホテル
- みちのりトラベル東北
- 宮古カーシェアリング

### 過去の関連会社
- 浄土ヶ浜ターミナルビル
- 八幡平観光タクシー - 東八幡平交通センター構内に所在。末期は貸切バス事業も行っており中型貸切車を数台保有していた。会社清算時に車齢が若かった車両は県北バスへ譲渡され、2020年6月現在は久慈営業所に1台が在籍し路線バスとして使用されている。
- 南部バス観光 - 南部バスの子会社として同時に事業譲受。